# Liste der technischen Denkmale im Landkreis Mittelsachsen (A–E)
Die Liste der technischen Denkmale im Landkreis Mittelsachsen enthält die Technischen Denkmale im Landkreis Mittelsachsen.
Diese Liste ist eine Teilliste der Liste der Kulturdenkmale in Sachsen.
Aufgrund der großen Anzahl von technischen Denkmalen ist die Liste aufgeteilt in die
- Liste der technischen Denkmale im Landkreis Mittelsachsen (A–E)
- Liste der technischen Denkmale im Landkreis Mittelsachsen (F–G)
- Liste der technischen Denkmale im Landkreis Mittelsachsen (H–N)
- Liste der technischen Denkmale im Landkreis Mittelsachsen (O–Z)

Die Buchstaben entsprechen den Anfangsbuchstaben der Gemeindenamen.

## Legende
- Bild: Bild des Kulturdenkmals, ggf. zusätzlich mit einem Link zu weiteren Fotos des Kulturdenkmals im Medienarchiv Wikimedia Commons. Wenn man auf das Kamerasymbol klickt, können Fotos zu Kulturdenkmalen aus dieser Liste hochgeladen werden:
- Bezeichnung: Denkmalgeschützte Objekte und ggf. Bauwerksname des Kulturdenkmals
- Lage: Straßenname und Hausnummer oder Flurstücknummer des Kulturdenkmals. Die Grundsortierung der Liste erfolgt nach dieser Adresse. Der Link (Karte) führt zu verschiedenen Kartendiensten mit der Position des Kulturdenkmals. Fehlt dieser Link, wurden die Koordinaten noch nicht eingetragen. Sind diese bekannt, können sie über ein Tool mit einer Kartenansicht einfach nachgetragen werden. In dieser Kartenansicht sind Kulturdenkmale ohne Koordinaten mit einem roten bzw. orangen Marker dargestellt und können durch Verschieben auf die richtige Position in der Karte mit Koordinaten versehen werden. Kulturdenkmale ohne Bild sind an einem blauen bzw. roten Marker erkennbar.
- Datierung: Baubeginn, Fertigstellung, Datum der Erstnennung oder grobe zeitliche Einordnung entsprechend des Eintrags in der sächsischen Denkmaldatenbank
- Beschreibung: Kurzcharakteristik des Kulturdenkmals entsprechend des Eintrags in der sächsischen Denkmaldatenbank, ggf. ergänzt durch die dort nur selten veröffentlichten Erfassungstexte oder zusätzliche Informationen
- ID: Vom Landesamt für Denkmalpflege Sachsen vergebene, das Kulturdenkmal eindeutig identifizierende Objekt-Nummer. Der Link führt zum PDF-Denkmaldokument des Landesamtes für Denkmalpflege Sachsen. Bei ehemaligen Kulturdenkmalen können die Objektnummern unbekannt sein und deshalb fehlen bzw. die Links von aus der Datenbank entfernten Objektnummern ins Leere führen. Ein ggf. vorhandenes Icon  führt zu den Angaben des Kulturdenkmals bei Wikidata.

## Altmittweida
| Bild           | Bezeichnung          | Lage                 | Datierung            | Beschreibung | ID       |
| -------------- | -------------------- | -------------------- | -------------------- | --- | -------- |
| Weitere Bilder | Wasserturm           | Altmittweida (Karte) | um 1900 (Wasserturm) | Wasserturm; architektonisch bemerkenswertes, die umgebende Landschaft beherrschendes Bauwerk, weitgehend original | 09244590 |
|                | Wasserwerk Mittweida | Altmittweida (Karte) |                      | Wasserwerk mit Maschinensaal, Wohnung des Wasserwerksmeisters, Brunnenhaus und weiteren Nebengebäuden; entstanden in Verbindung mit Wasserturm (siehe auch dort), wichtiges Zeugnis der Technikgeschichte, gestalterisch sorgfältig komponierte Anlage, in gutem Zustand | 09244592 |

## Augustusburg, Stadt
| Bild                                    | Bezeichnung                                                        | Lage                 | Datierung                                                                                              | Beschreibung | ID       |
| --------------------------------------- | ------------------------------------------------------------------ | -------------------- | --- | --- | -------- |
| Weitere Bilder                          | Bergstation Augustusburg                                           | Augustusburg (Karte) | 1910–1911 (Seilbahn)                                                                                   | Standseilbahn Augustusburg mit Talstation und Bergstation sowie den technischen Anlagen und Brücke; bedeutende technische Anlage, welche für die Entwicklung des Tourismus von großer Bedeutung war | 09240080 |
| Direkt Bild zu diesem Denkmal hochladen | Fußgängerbrücke über die Zschopau                                  | Erdmannsdorf (Karte) | 1904 (Fußgängerbrücke)                                                                                 | Stahlbetonfertigteilbrücke mit Visintiniträger, zeichnet sich durch eine besondere Betonkonstruktion aus, gehört wohl zu den ersten Brücken dieser Bauweise, baugeschichtlich und technikgeschichtlich von Bedeutung | 09240837 |
| Weitere Bilder                          | Königlich-Sächsische Meilensteine (Sachgesamtheit)                 | Erdmannsdorf (Karte) | nach 1858 (Halbmeilenstein)                                                                            | Meilenstein; Halbmeilenstein, überarbeitet und neu aufgestellt, Zeugnis der Verkehrsgeschichte | 09301173 |
|                                         | Baumwollspinnerei (ehem.)                                          | Erdmannsdorf (Karte) | 1837 (Blauhaus); 1926 (Verwaltungsgebäude und Wohnhaus); 1897 (Fabrikgebäude); 1905/07 (Fabrikgebäude) | Verwaltungsgebäude (Nr. 1, 3), Fabrikgebäude, Blauhaus und Schornstein einer ehemaligen Baumwollspinnerei; letzte noch erhaltene Gebäude der ehemaligen Baumwollspinnerei, baugeschichtlich, industriegeschichtlich und ortsgeschichtlich von Bedeutung | 09240822 |
| Direkt Bild zu diesem Denkmal hochladen | Kattun-Bleiche                                                     | Erdmannsdorf (Karte) | um 1769 (Bleiche)                                                                                      | Wohnhaus; Obergeschoss Fachwerk, wahrscheinlich ehemalige Kattundruckerei, baugeschichtlich und ortsgeschichtlich von Bedeutung | 09240824 |
|                                         | Transformatorenhäuschen                                            | Erdmannsdorf (Karte) | um 1910 (Transformatorenstation)                                                                       | kleiner Fachwerktypenbau von technikgeschichtlicher und ortsgeschichtlicher Bedeutung | 09247879 |
| Weitere Bilder                          | Hausbrücke                                                         | Hennersdorf (Karte)  | 1840 (Straßenbrücke)                                                                                   | Gedeckte Holzbrücke über die Zschopau; von verkehrsgeschichtlicher, baugeschichtlicher und baukünstlerischer Bedeutung | 09240924 |
|                                         | Alte Spinnerei; Werk- und Studienzentrum Hennersdorf               | Hennersdorf (Karte)  | um 1830 (Textilindustrieanlagenteil)                                                                   | Nördliches (Nr. 16) und südliches (Nr. 18) Fabrikgebäude einer ehemaligen Spinnerei; Nr. 16 lang gestreckter zweigeschossiger Putzbau mit leicht hervortretenden Kopfbauten, flacher übergiebelter Mittelrisalit, Gurtgesims, Nr. 18 viergeschossiger Putzbau mit Walmdach, als eine der frühen Baumwollspinnereien in Sachsen von großer industriegeschichtlicher Bedeutung                                                                                     | 09240921 |
| Direkt Bild zu diesem Denkmal hochladen | Brücke über den Mühlgraben                                         | Kunnersdorf (Karte)  | bezeichnet 1863 (Straßenbrücke)                                                                        | baugeschichtlich von Bedeutung | 09240840 |
| Direkt Bild zu diesem Denkmal hochladen | Baumwollfliess- und Verbandwatte-Fabrik A. Schreiber & Co. (ehem.) | Kunnersdorf (Karte)  | 1905 (Villa); 1859 (Fabrik); 1899 (Neubau nach Brand)                                                  | Wohn- und Verwaltungsgebäude (später Villa, heute Wohnhaus) einer ehemaligen Wattefabrik sowie Fabrikgebäude mit zwei Maschinensälen, darin 8 Krempelmaschinen und zugehörige Kastenspeiser; als Standort einer der ältesten Wattefabriken Sachsens, von industriegeschichtlicher sowie baukünstlerischer (Villa) Bedeutung, den inzwischen seltenen Textilmaschinen des ausgehenden 19. Jahrhunderts kommt ebenso eine große technikgeschichtliche Bedeutung zu | 09243880 |

## Bobritzsch-Hilbersdorf
| Bild                                    | Bezeichnung | Lage                     | Datierung | Beschreibung | ID       |
| --------------------------------------- | --- | ------------------------ | --- | --- | -------- |
| Direkt Bild zu diesem Denkmal hochladen | Brücke | Hilbersdorf (Karte)      | nach 1861 (Straßenbrücke) | weitgespannte Natursteinbogenbrücke über die Bahngleise, verkehrsgeschichtliche Bedeutung | 08991546 |
| Weitere Bilder                          | Viadukt Muldenhütten                                                                                             | Hilbersdorf (Karte)      | 1860/1861 (Viadukt) | Eisenbahnviadukt der Eisenbahnstrecke Dresden Hbf – Abzw Werdau Bogendreieck über die Freiberger Mulde; achtbogige Eisenbahnbrücke über die Mulde mit Gestaltungselementen (siehe auch Freiberg, Stadt südwestlicher Teil der Brücke Gemarkung Zug, Obj. 09304644), landschaftsbildprägendes Ingenieurbauwerk, Zeugnis der Eisenbahngeschichte (Streckenerschließung), zudem baugeschichtlich von Bedeutung | 08991545 |
| Direkt Bild zu diesem Denkmal hochladen | Altbergbaugebiet Rammelsberg (Sachgesamtheit); Freiberger Revier                                                 | Hilbersdorf (Karte)      | 15. Jahrhundert bis ca. 1950, Bergbauaktivitäten im Revier (Bergbauanlage)                                                         | Sachgesamtheit Altbergbaugebiet Rammelsberg: Bergbaufolgelandschaft mit Halden und Bingen, Haldenund Bingenzügen, mehreren Huthäusern, Resten von Kunstgräben, Bergbauteichen und Stolln im Gebiet der Gemeinde Bobritzsch-Hilbersdorf mit den zugehörigen Ortsteilen Hilbersdorf und Niederbobritzsch sowie der Gemeinde Weißenborn/Erzgeb. mit dem zugehörigen Ortsteil Weißenborn, davon gehören zum Teilabschnitt OT Hilbersdorf: die Einzeldenkmale ehem. Huthaus (ohne Anbauten), Halde mit Mauerresten des Treibehauses sowie weitere (Halden-)Stützmauern (Am Friedrich 1 -Obj. 08991544) und die Sachgesamtheitsteile Halden, Bingen, Haldenund Bingenzüge sowie Teichdämme (vgl. Aufzählung im Erfassungstext); Altbergbaugebiet Rammelsberg und Schieferleithe mit einer Vielzahl von kleinen Halden und Bingen auf den Fluren von Hilbersdorf, Niederbobritzsch und Weißenborn, wichtiges frühes Abbaugebiet des Freiberger Reviers mit Blütezeit im 16. Jahrhundert, in dieser Zeit auch reger Zinnbergbau, Hauptbergbau auf Silber, Kupfer und Blei, Abbautätigkeiten von wenigen Gruben noch bis ins 19. Jahrhundert hinein, zuletzt Erzerkundungsarbeiten durch die SDAG Wismut nach 1945, von ortsgeschichtlicher, bergbaugeschichtlicher und landschaftsprägender Bedeutung (siehe auch die Sachgesamtheitsbestandteildokumente der OT Niederbobritzsch -Obj. 09306040 und OT Weißenborn -Obj.09306041) | 09306039 |
| Weitere Bilder                          | Alte Dynamit (sog.); Dynamitfabrik bei Freiberg; Dresdner Dynamitfabrik A.-G.                                    | Hilbersdorf (Karte)      | 1882–1932 (Sprengstofffabrik); 2. Hälfte 19. Jahrhundert (Stützmauer); 1902, Bahnanschluss (Bahnkörper)                            | Produktionsgelände der „Alten Dynamit“ mit Erdwallanlagen, Verbindungsgängen, Stützmauern, teils unterirdischen Entwässerungsanlagen sowie einem TNT-Lagerraum, dazu das ehem. Pförtnerhaus (ohne Anbau), Reste der Kopframpe, einer Eisenbahnbrücke sowie die Trassierung der Zweiggleise; befestigte und unbefestigte trichterförmige Wallanlagen unterschiedlicher Größe sowie zugehörige bauliche Anlagen, diese gehörten zu einem von lediglich zwei sächsischen Dynamit-Produktionsstandorten, als Zeugnisse einer für die sächsische Montanindustrie wichtigen Produktionsstätte von gewerblichem Sprengstoff nach dem Patent Alfred Nobels von großer industriegeschichtlicher und technikgeschichtlicher Bedeutung | 08991570 |
| Direkt Bild zu diesem Denkmal hochladen | Alte Dynamit (sog.); Dynamitfabrik bei Freiberg; Dresdner Dynamitfabrik A.-G.                                    | Hilbersdorf (Karte)      | 1882–1932 (Sprengstofffabrik); 2. Hälfte 19. Jahrhundert (Stützmauer); 1902, Bahnanschluss (Bahnkörper)                            | Produktionsgelände der „Alten Dynamit“ mit Erdwallanlagen, Verbindungsgängen, Stützmauern, teils unterirdischen Entwässerungsanlagen sowie einem TNT-Lagerraum, dazu das ehem. Pförtnerhaus (ohne Anbau), Reste der Kopframpe, einer Eisenbahnbrücke sowie die Trassierung der Zweiggleise; befestigte und unbefestigte trichterförmige Wallanlagen unterschiedlicher Größe sowie zugehörige bauliche Anlagen, diese gehörten zu einem von lediglich zwei sächsischen Dynamit-Produktionsstandorten, als Zeugnisse einer für die sächsische Montanindustrie wichtigen Produktionsstätte von gewerblichem Sprengstoff nach dem Patent Alfred Nobels von großer industriegeschichtlicher und technikgeschichtlicher Bedeutung | 08991570 |
| Direkt Bild zu diesem Denkmal hochladen | Brücke | Hilbersdorf (Karte)      | | Bogenbrücke aus Naturstein über den Hilbersdorfer Bach, verkehrsgeschichtliche Bedeutung | 08991526 |
| Direkt Bild zu diesem Denkmal hochladen | Theodor Richtschacht; Friedrich im Rammelsberg; Altbergbaugebiet Rammelsberg (Sachgesamtheit); Freiberger Revier | Hilbersdorf (Karte)      | bezeichnet 1856 (Huthaus); 1856 (Mauerreste des Treibehauses)                                                                      | Einzeldenkmale der o. g. Sachgesamtheit: ehem. Huthaus (ohne Anbauten), Halde mit Mauerresten des Treibehauses sowie weitere (Halden-)Stützmauern (siehe auch das Sachgesamtheitsdokument -Obj. 09306039); Zeugnisse einer der bedeutendsten Gruben des Abbaugebietes, aufgrund der Größe von Huthaus und dahinterliegender Halde des Theodor Richtschachts landschaftsbildprägend, bergbaugeschichtlich von Bedeutung | 08991544 |
| Direkt Bild zu diesem Denkmal hochladen | Eisenbahnstrecke Dresden Hbf – Abzw Werdau Bogendreieck                                                          | Hilbersdorf (Karte)      | 1860 (Eisenbahnbrücke) | Eisenbahnbrücke über einen Feldweg; Typenbau in gutem Originalzustand von verkehrshistorischer Bedeutung | 08991532 |
| Direkt Bild zu diesem Denkmal hochladen | Straßenbrücke | Naundorf (Karte)         | um 1800 (Straßenbrücke) | einjochige Bogenbrücke über die Bobritzsch, Verbindung der Unteren Engen und der Alten Dorfstraße, ortshistorisch von Bedeutung | 09208368 |
| Direkt Bild zu diesem Denkmal hochladen | Obere Mühle (ehem.)                                                                                              | Naundorf (Karte)         | bezeichnet 1749 (Müllerwohnhaus)                                                                                                   | Ehemaliges Mühlenwohnhaus eines Mühlengutes (Holzschleiferei); landschaftstypisches Fachwerkhaus mit original erhaltenem Fachwerk-Obergeschoss und Dachgeschoss, baugeschichtlich und ortsgeschichtlich von Bedeutung | 09208381 |
| Weitere Bilder                          | Viadukt Naundorf; Eisenbahnstrecke Klingenberg-Colmnitz -Oberdittmannsdorf                                       | Naundorf (Karte)         | 1921–1923 (Eisenbahnbrücke) | Eisenbahnbrücke der ehemaligen Schmalspurbahn über die B 173 und die Grillenburger Straße; gut erhaltene Kleinbahnbrücke, als Zeugnis der stillgelegten Bahnlinie zwischen Klingenberg-Colmnitz und Oberdittmannsdorf von technikgeschichtlicher, verkehrsgeschichtlicher sowie ortsgeschichtlicher und ortsbildprägender Bedeutung | 09208373 |
|                                         | Straßenbrücke | Naundorf (Karte)         | 1820, Unterstromseite verändert (Straßenbrücke)                                                                                    | dreijochige Bogenbrücke mit mächtigen Eisbrechern aus dem frühen 19. Jahrhundert in sehr gutem Originalzustand von großer verkehrsgeschichtlicher und technikgeschichtlicher Bedeutung | 09208199 |
| Weitere Bilder                          | Königlich-Sächsische Meilensteine (Sachgesamtheit)                                                               | Naundorf (Karte)         | um 1858/1860 (Ganzmeilenstein) | Ganzmeilenstein; letzter erhaltener Meilenstein an der Dresden-Freiberger Chaussee, verkehrsgeschichtlich von großer Bedeutung | 09208375 |
| Direkt Bild zu diesem Denkmal hochladen | Straßenbrücke | Naundorf (Karte)         | um 1750 (Straßenbrücke) | einjochige Bruchsteinbrücke über den Colmnitzbach, heimatgeschichtlich und baugeschichtlich von Bedeutung | 09208362 |
| Direkt Bild zu diesem Denkmal hochladen | Wegestein | Niederbobritzsch (Karte) | 2. Hälfte 19. Jahrhundert (Wegestein)                                                                                              | schlichter Wegestein, durch den Heimatverein saniert und neu aufgestellt, als Zeugnis regionaler Straßenverbindungen von verkehrshistorischer Bedeutung | 09208264 |
| Direkt Bild zu diesem Denkmal hochladen | Altbergbaugebiet Rammelsberg (Sachgesamtheit); Freiberger Revier                                                 | Niederbobritzsch (Karte) | 15. Jahrhundert bis ca. 1950, Bergbauaktivitäten im Revier (Bergbauanlage); 1844 (Huthaus)                                         | Sachgesamtheitsbestandteil Altbergbaugebiet Rammelsberg: Bergbaufolgelandschaft mit Halden und Bingen, Haldenund Bingenzügen, mehreren Huthäusern, Resten von Kunstgräben, Bergbauteichen und Stolln im Gebiet der Gemeinde Bobritzsch-Hilbersdorf mit den zugehörigen Ortsteilen Hilbersdorf und Niederbobritzsch sowie der Gemeinde Weißenborn/Erzgeb. mit dem zugehörigen Ortsteil Weißenborn, davon gehören zum Teilabschnitt OT Niederbobritzsch: das Einzeldenkmal Stollnmundloch (Schmiedegasse 23 (neben) -Obj. 09208261) und die Sachgesamtheitsteile Halden, Bingen, Haldenund Bingenzüge, ein ehem. Huthaus sowie ein Teich (vgl. Aufzählung im Erfassungstext); Altbergbaugebiet Rammelsberg und Schieferleithe mit einer Vielzahl von kleinen Halden und Bingen auf den Fluren von Hilbersdorf, Niederbobritzsch und Weißenborn, wichtiges frühes Abbaugebiet des Freiberger Reviers mit Blütezeit im 16. Jahrhundert, in dieser Zeit auch reger Zinnbergbau, Hauptbergbau auf Silber, Kupfer und Blei, Abbautätigkeiten von wenigen Gruben noch bis ins 19. Jahrhundert hinein, zuletzt Erzerkundungsarbeiten durch die SDAG Wismut nach 1945, von ortsgeschichtlicher, bergbaugeschichtlicher und landschaftsprägender Bedeutung (siehe auch die Sachgesamtheitsbestandteildokumente der OT Hilbersdorf -Obj. 09306039 und OT Weißenborn -Obj. 09306041)                                                   | 09306040 |
| Direkt Bild zu diesem Denkmal hochladen | Bogenbrücke | Niederbobritzsch (Karte) | letztes Viertel 19. Jahrhundert (Straßenbrücke)                                                                                    | Bruchsteinbrücke mit gebogener Fahrbahn über die Bobritzsch, zu den ältesten Brücken des Dorfes gehörend, ortsgeschichtlich von Bedeutung | 09208197 |
| Direkt Bild zu diesem Denkmal hochladen | Steinbogenbrücke über die Bobritzsch                                                                             | Niederbobritzsch (Karte) | 1806 lt. schriftlicher Quelle (Straßenbrücke)                                                                                      | eine der ältesten erhaltenen Steinbrücken im Dorf von ortsbildprägender, baugeschichtlicher und ortsgeschichtlicher Bedeutung | 09208247 |
| Direkt Bild zu diesem Denkmal hochladen | Tanksäule für Standard- und ESSO-Benzin                                                                          | Niederbobritzsch (Karte) | 1932 (Tanksäule) | vor ehem. Werkstatt bzw. Garagengebäude stehend, als eine der letzten sachsenweit erhaltenen historischen Tanksäulen von großer verkehrsgeschichtlicher und versorgungsgeschichtlicher sowie technikgeschichtlicher Bedeutung | 09208223 |
| Weitere Bilder                          | Viadukt Niederbobritzsch; Eisenbahnstrecke Dresden Hbf – Abzw Werdau Bogendreieck                                | Niederbobritzsch (Karte) | 1859–1862 (Viadukt) | Eisenbahnbrücke über die Bobritzsch und die Dorfstraße; ortsbildprägendes Ingenieurbauwerk mit neun Bögen, von verkehrsgeschichtlicher Bedeutung | 09208181 |
| Direkt Bild zu diesem Denkmal hochladen | Schwarzmühle; Beiermühle                                                                                         | Niederbobritzsch (Karte) | bezeichnet 1845 (Wohnmühlengebäude, Mühle); 1858 (Seitengebäude, Wohnhaus)                                                         | Mahlmühlengebäude mit Müllerwohnung, später Mischfutterbetrieb und Nebengebäude (heute Wohnhaus und Büro); ortshistorische und ortsbildprägende Bedeutung | 09208242 |
| Direkt Bild zu diesem Denkmal hochladen | Steinbogenbrücke über die Bobritzsch                                                                             | Niederbobritzsch (Karte) | 1786 (Straßenbrücke) | eine der ältesten Brücken im Dorf, ortsbildprägende und verkehrshistorische Bedeutung | 09208222 |
| Direkt Bild zu diesem Denkmal hochladen | Eisenbahnstrecke Dresden Hbf -Abzw. Werdau Bogendreieck                                                          | Niederbobritzsch (Karte) | 1861/1862 (Bahnwärterhaus); 1861/1862 (Schuppen); 1861/1862 (Nebengebäude)                                                         | Schrankenwärterhaus mit zwei Nebengebäuden; original erhaltene Typenbauten aus der Erbauungszeit des Streckenabschnittes Tharandt -Freiberg, verkehrsgeschichtlich von Bedeutung | 09306038 |
| Direkt Bild zu diesem Denkmal hochladen | Wohnhaus | Niederbobritzsch (Karte) | 1931 (Wohnhaus) | an Beamtenwohnhäuser erinnerndes Gebäude im „Schweizer Stil“, auf dem gleichen Grundstück stehend wie der Fachwerktrafoturm, baugeschichtlich und ortsentwicklungsgeschichtlich von Bedeutung | 09306036 |
| Direkt Bild zu diesem Denkmal hochladen | Überlandstromverband Freiberg (ehem.)                                                                            | Niederbobritzsch (Karte) | 1911 (Transformatorenstation) | Transformatorenhäuschen; Fachwerktypenbau, heute der einzige noch erhaltene im gesamten Gemeindegebiet, baugeschichtliche und technikgeschichtliche Bedeutung | 09208259 |
| Direkt Bild zu diesem Denkmal hochladen | Friedrich Erbstolln; Friedrich im Rammelsberg; Altbergbaugebiet Rammelsberg (Sachgesamtheit); Freiberger Revier  | Niederbobritzsch (Karte) | ab 1837, Stollenvortrieb (Bergbauanlagenteil)                                                                                      | Einzeldenkmal der o. g. Sachgesamtheit: Stollnmundloch (siehe auch das Sachgesamtheitsdokument -Obj. 09306039); ortsgeschichtlich und bergbaugeschichtlich von Bedeutung | 09208261 |
| Direkt Bild zu diesem Denkmal hochladen | Erlermühle | Niederbobritzsch (Karte) | nach 1911 lt. Brandversicherung (Wiederaufbau Mühl); 1867 (Seitengebäude)                                                          | Mühle und Müllerwohnhaus, Seitengebäude und Mühlgraben; historischer Mühlenstandort mit Gebäudebestand vorwiegend aus dem 19. und 20. Jahrhundert von ortsgeschichtlicher Bedeutung | 09208209 |
| Direkt Bild zu diesem Denkmal hochladen | Transformatorenturm                                                                                              | Niederbobritzsch (Karte) | nach 1918 (Transformatorenstation)                                                                                                 | Typenbau aus den 1920er-Jahren in gutem Originalzustand, Zeugnis der Elektrifizierung des Dorfes, technikgeschichtlich von Bedeutung | 09208340 |
| Direkt Bild zu diesem Denkmal hochladen | Bogenbrücke | Niederbobritzsch (Karte) | 1. Hälfte 19. Jahrhundert (Straßenbrücke)                                                                                          | im Segmentbogen die Bobritzsch überspannende Straßenbrücke, Fahrbahn erweitert, verkehrshistorische und ortsbildprägende Bedeutung | 09208214 |
| Direkt Bild zu diesem Denkmal hochladen | Straßenbrücke über die Bobritzsch                                                                                | Niederbobritzsch         | 1. Drittel 19. Jahrhundert (Straßenbrücke)                                                                                         | einjochige Brücke mit gebogener Fahrbahn am ehem. Weg nach Hilbersdorf, baugeschichtlich und ortsgeschichtlich von Bedeutung | 09208190 |
| Direkt Bild zu diesem Denkmal hochladen | Kirchbrücke (auch „Kirchenbrücke“ oder „Schulbrücke“)                                                            | Oberbobritzsch (Karte)   | 1850 (Straßenbrücke) | Bogenbrücke über die Bobritzsch; eine der ältesten Bruchsteinbrücken im Gemeindegebiet von ortsgeschichtlicher und technikgeschichtliche Bedeutung | 09208274 |
| Direkt Bild zu diesem Denkmal hochladen | Bogenbrücke | Oberbobritzsch (Karte)   | bezeichnet 1848 (Straßenbrücke) | kleine Wegebrücke über die Bobritzsch von ortsbildprägender und verkehrshistorischer Bedeutung | 09208272 |
| Direkt Bild zu diesem Denkmal hochladen | Feuerlöschgerätehaus                                                                                             | Oberbobritzsch (Karte)   | 1931 (Feuerlöschgerätehaus) | zweitältestes Spritzenhaus der Gemeinde, weitgehend original erhalten, von großer ortsgeschichtlicher sowie baugeschichtlicher Bedeutung | 09305892 |
| Direkt Bild zu diesem Denkmal hochladen | Ölmühle Willy Weises Erben                                                                                       | Oberbobritzsch (Karte)   | bezeichnet 1833 (Mühle und Müllerwohnhaus); 1900 (Seitengebäude); überwiegend 1950er-Jahre (Mühlentechnik); nach 1740 (Mühlgraben) | Wohnstallhaus mit Büro (altes Mühlengebäude und Müllerwohnhaus), technische Ausstattung im Pressenraum, Wirtschaftsgebäude und ehemaliger Mühlgraben; Mühlenanlage von ortsbildprägender, baugeschichtlicher, ortsgeschichtlicher und technikgeschichtlicher Bedeutung | 09208266 |
| Direkt Bild zu diesem Denkmal hochladen | Schmalspurbahn Klingenberg-Colmnitz -Frauenstein (KF 6976)                                                       | Oberbobritzsch (Karte)   | 1898 (Bahnwärterhaus) | Bahnwärterhaus; gut erhaltener Typenbau eines Wärterhauses III. Klasse der stillgelegten Schmalspurbahnlinie Klingenberg-Colmnitz -Frauenstein von regionalgeschichtlicher Bedeutung | 09305887 |
| Direkt Bild zu diesem Denkmal hochladen | Steinbogenbrücke über die Bobritzsch                                                                             | Oberbobritzsch (Karte)   | 1806 lt. schriftlicher Quelle (Straßenbrücke)                                                                                      | eine der ältesten erhaltenen Steinbrücken im Dorf von ortsbildprägender, baugeschichtlicher und ortsgeschichtlicher Bedeutung | 09208247 |
| Direkt Bild zu diesem Denkmal hochladen | Alte Schulbrücke                                                                                                 | Oberbobritzsch (Karte)   | bezeichnet 1900 (urspr. 18. Jahrhundert)                                                                                           | Brücke; einjochige, stark ansteigende Fußgängerbrücke, ursprünglich Hofzufahrt zu den am Schulweg befindlichen Bauernhöfen, singuläres Bauwerk von besonderer technikgeschichtlicher und ortsgeschichtlicher Bedeutung | 09208330 |
| Direkt Bild zu diesem Denkmal hochladen | Wegesäule | Sohra (Karte)            | 1863/64 (Wegestein) | restaurierte Wegesäule, aufgestellt an der Kreuzung der Straßen zwischen Oberbobritzsch, Niederbobritzsch, Colmnitz und Pretzschendorf, verkehrsgeschichtlich und ortsentwicklungsgeschichtlich von Bedeutung | 09305794 |
| Direkt Bild zu diesem Denkmal hochladen | Butze-Gut | Sohra (Karte)            | bezeichnet 1858 (Wohnstallhaus); 1891 (Wirtschaftsgebäude/Scheune)                                                                 | Wohnstallhaus (mit Wäschemangel im Inneren), Feldscheune und Teich mit Einfassungsmauer zur Ortsstraße („Hofteich“ vor Gut Ortsstr. 12) eines ehemaligen Vierseithofes; dominantes, zeit- und landschaftstypisches Wohnstallhaus am Ortseingang, mit zugehöriger Scheune und gegenüberliegendem Fischund Löschwasserteich, bauliche Zeugnisse eines stattlichen Bauernhofes, baugeschichtlich, heimatgeschichtlich und ortsbildprägend von Bedeutung | 09208352 |

## Brand-Erbisdorf, Stadt
| Bild                                    | Bezeichnung | Lage                    | Datierung | Beschreibung | ID       |
| --------------------------------------- | --- | ----------------------- | --- | --- | -------- |
| Direkt Bild zu diesem Denkmal hochladen | Müdisdorfer Rösche; Müdisdorfer Rösche (Hauptzweig); Brander Revier (Sachgesamtheit); Revierwasserlaufanstalt (Sachgesamtheit)                                                                     | Brand-Erbisdorf (Karte) | 1589–1590 (Rösche); 1873 Fertigstellung Hauptzweig (Rösche) | Einzeldenkmale der Sachgesamtheit Brander Revier und der Sachgesamtheit Revierwasserlaufanstalt: Müdisdorfer Rösche mit Mundloch (siehe Sachgesamtheitslisten „Brander Revier“ -Obj. 09208604 und „Revierwasserlaufanstalt“ -Obj. 09306334); künstlich angelegte untertägige Wasserleitung zwischen dem Müdisdorfer Kunstgraben und dem Verbindungsgraben zwischen Erzengler und Rothbächer Teich, landschaftsbildprägende Bestandteile eines umfangreichen Systems der bergmännischen Wasserwirtschaft zur Versorgung des Freiberger Bergbaus mit Aufschlagwasser, bergbaugeschichtlich und ortsgeschichtlich von besonderer Bedeutung | 09208687 |
| Direkt Bild zu diesem Denkmal hochladen | Hohe Birke Kunstgraben; Brander Revier (Sachgesamtheit); Revierwasserlaufanstalt (Sachgesamtheit)                                                                                                  | Brand-Erbisdorf         | 1589–1590 (Kunstgraben) | Einzeldenkmal der Sachgesamtheit Brander Revier und der Sachgesamtheit Revierwasserlaufanstalt: Hohe Birke Kunstgraben einschließlich aller Röschen und Gewölbebrücken (siehe Sachgesamtheitslisten „Brander Revier“ -Obj. 09208604 und „Revierwasserlaufanstalt“ -Obj. 09306334); künstlich angelegte ober- und untertägige Wasserleitung zwischen dem Rothbächer Teich auf Brand-Erbisdorfer Flur und dem Freiberger Ortsteil Zug, landschaftsbildprägende Bestandteile eines umfangreichen Systems der bergmännischen Wasserwirtschaft zur Versorgung des Freiberger Bergbaus mit Aufschlagwasser, bergbaugeschichtlich und ortsgeschichtlich von besonderer Bedeutung | 09208686 |
| Direkt Bild zu diesem Denkmal hochladen | Brander Revier (Sachgesamtheit) | Brand-Erbisdorf (Karte) | 1869 (Erzwäsche); 1. Hälfte 16. Jahrhundert (Kunstteichdamm)                                                                                                   | Sachgesamtheit Brander Revier: Bergbauanlagen sowie bergbauwasserwirtschaftliche Anlagen im Gemeindegebiet von Brand-Erbisdorf und den zugehörigen Ortsteilen Himmelsfürst, Langenau, Linda und St. Michaelis, davon gehören zum Teilabschnitt OT Brand-Erbisdorf: die Einzeldenkmale Rösche mit Röschenmundloch (ohne Anschrift obj. 09208687), Verbindungsrösche und Mendenschachter Aufschlagrösche (ohne Anschrift obj. 09304679), Kunstgraben einschließlich der querenden Brücken (ohne Anschrift obj. 09208686), Halde des Menden Schachts mit Haldenstützmauern, zwei Mundlöchern, Erzbahndamm und Resten eines Kunstgrabens (An der Zugspitze obj. 09208674), Parkanlage der Lederwerke Moritz Stecher (An der Zugspitze -Gartendenkmal), Kriegerdenkmal für die im Ersten Weltkrieg gefallenen Arbeiter der Lederwerke Moritz Stecher, Gedenkstein für Moritz Stecher und Aussichtsplattform in der Parkanlage (An der Zugspitze obj. 09208559), altes Zechenhaus (sog. „Lehmhäusel“) auf flacher Halde (An der Zugspitze 5 obj. 09208587), Wohnhaus (sog. „Landhaus“) mit Einfriedung (An der Zugspitze 10 obj. 09208560), Beamtenwohnhaus (sog. „Erhardhaus“, An der Zugspitze 11 obj. 09208580), Wasserturm (An der Zugspitze 11a obj. 09208581), Huthaus (An der Zugspitze 12 obj. 09208558), Bergschmiede (An der Zugspitze 13 obj. 09208579), Wasserhebehaus (An der Zugspitze 13 (neben) obj. 09247884), ehemaliges Materialund Kohlenhaus, später Wohnhaus „Gelobt Land“ | 09208604 |
| Direkt Bild zu diesem Denkmal hochladen | Verbindungsrösche; Mendenschachter Aufschlagrösche; Brander Revier (Sachgesamtheit); Revierwasserlaufanstalt (Sachgesamtheit)                                                                      | Brand-Erbisdorf         | 1795–1799 (Mendenschachter Aufschlagrösche); 1862/1863 (Verbindungsrösche)                                                                                     | Einzeldenkmale der Sachgesamtheit Brander Revier und der Sachgesamtheit Revierwasserlaufanstalt: Verbindungsrösche und Mendenschachter Aufschlagrösche (siehe Sachgesamtheitslisten „Brander Revier“ -Obj. 09208604 und „Revierwasserlaufanstalt“ -Obj. 09306334); Bestandteile eines umfangreichen Systems der bergmännischen Wasserwirtschaft zur Versorgung des Freiberger Bergbaus mit Aufschlagwasser, bergbaugeschichtlich und ortsgeschichtlich von besonderer Bedeutung | 09304679 |
| Direkt Bild zu diesem Denkmal hochladen | Revierwasserlaufanstalt (Sachgesamtheit) | Brand-Erbisdorf (Karte) | 16.–18. Jahrhundert (Bergbauanlage) | Sachgesamtheitsbestandteil der Revierwasserlaufanstalt im Ortsteil Brand-Erbisdorf mit den Einzeldenkmalen: Müdisdorfer Rösche mit Mundloch (siehe Einzeldenkmalliste -Obj. 09208687), Kohlbach Kunstgraben mit allen zugehörigen Gewölbebrücken und Röschen (siehe Einzeldenkmalliste -Obj. 09208685), Gelobt Lander Teich (siehe Einzeldenkmalliste -Obj. 09208676), Erzengler Teich mit Absperrbauwerk, Striegelhaus und Flutrinne mit anschließendem Abzugsgraben, wasserzuführendem Kunstgraben sowie mehreren Forstgrenzsteinen (siehe Einzeldenkmalliste -Obj. 09208677), Rothbächer Teich mit Absperrbauwerk, Striegelhaus einschließlich Striegel und Abzugsgraben sowie Fluterhaus (siehe Einzeldenkmalliste -Obj. 09208678), Hohe Birke Kunstgraben einschließlich aller Röschen und Gewölbebrücken (siehe Einzeldenkmalliste -Obj. 09208686), Verbindungsrösche und Mendenschachter Aufschlagrösche (siehe Einzeldenkmalliste -Obj. 09304679); landschaftsbildprägende Bestandteile eines umfangreichen Systems der bergmännischen Wasserwirtschaft zur Versorgung des Freiberger Bergbaus mit Aufschlagwasser, bergbaugeschichtlich und ortsgeschichtlich von besonderer Bedeutung (siehe auch die Sachgesamtheitsliste -Obj. 08991218, Großhartmannsdorf, Zehntel -) | 09306334 |
| Weitere Bilder                          | Alte Mordgrube Fundgrube; Vereinigt Feld bei Brand; Königliche Mittelgrube; Lederwerke Moritz Stecher; Alte Mordgrube (Sachgesamtheit); Brander Revier (Sachgesamtheit)                            | Brand-Erbisdorf (Karte) | 16. Jahrhundert bis beginnendes 20. Jahrhundert (Halde); 1829–1830 (Kunstgraben); 1829–1830 (Erzbahndamm)                                                      | Einzeldenkmale in o. g. Sachgesamtheiten: Halde des Menden Schachts mit Haldenstützmauern, Resten einer Erzrolle, einem Röschenmundloch, dem Fragment eines Röschenmundlochs, dem Erzbahndamm und Resten eines Kunstgrabens (siehe auch das korrespondierende Einzeldenkmaldokument in der Gemeinde Weißenborn/Erzgeb., OT Berthelsdorf/Erzgeb. obj. 09305166 sowie die Sachgesamtheitsdokumente „Alte Mordgrube“ obj. 09208594 und „Brander Revier“ obj. 09208604 in der Gemeinde Brand-Erbisdorf); zentraler Bestandteil des Ensembles der Alten Mordgrube und als eine der größten Halden des Brander Reviers sowie in Verbindung mit dem Erzbahndamm als Zeugnis technischer Innovationen von bergbaugeschichtlicher, ortshistorischer sowie ortsbildprägender Bedeutung | 09208674 |
|                                         | Lehmhäusel; Alte Mordgrube Fundgrube; Vereinigt Feld bei Brand; Königliche Mittelgrube; Alte Mordgrube (Sachgesamtheit); Brander Revier (Sachgesamtheit)                                           | Brand-Erbisdorf         | um 1700 (Huthaus) | Einzeldenkmal in o. g. Sachgesamtheiten: ältestes Zechenhaus der Alten Mordgrube (sog. „Lehmhäusel“, siehe auch die Sachgesamtheitsdokumente „Alte Mordgrube“ obj. 09208594 und „Brander Revier“ obj. 09208604); als ältestes Tagegebäude der Alten Mordgrube von bergbaugeschichtlicher und baugeschichtlicher Bedeutung | 09208587 |
| Direkt Bild zu diesem Denkmal hochladen | Alte Mordgrube Fundgrube; Vereinigt Feld bei Brand; Königliche Mittelgrube; Lederwerke Moritz Stecher; Alte Mordgrube (Sachgesamtheit); Brander Revier (Sachgesamtheit)                            | Brand-Erbisdorf (Karte) | 16. Jahrhundert bis beginnendes 20. Jahrhundert (Halde); um 1910 (Parkanlage); 1904/1906 (zus. mit Umbau der Schachtgebäude)                                   | Sachgesamtheit Alte Mordgrube: Bergbauanlagen im Gemeindegebiet von Brand-Erbisdorf (OT Brand-Erbisdorf) sowie im Gemeindegebiet von Weißenborn/Erzgeb. (OT Berthelsdorf/Erzgeb.), zugleich Teil der Sachgesamtheit Brander Revier (siehe auch Sachgesamtheitsdokument „Brander Revier“ obj. 09208604), davon gehören zum Teilabschnitt OT Brand-Erbisdorf: die Einzeldenkmale Halde des Menden Schachts mit Haldenstützmauern, zwei Mundlöchern, Erzbahndamm und Resten eines Kunstgrabens (An der Zugspitze obj. 09208674), Kriegerdenkmal für die im Ersten Weltkrieg gefallenen Arbeiter der Lederwerke Moritz Stecher, Gedenkstein für Moritz Stecher und Aussichtsplattform in der Parkanlage (An der Zugspitze obj. 09208559), altes Zechenhaus (sog. „Lehmhäusel“) auf flacher Halde (An der Zugspitze 5 obj. 09208587), Wohnhaus (sog. „Landhaus“) mit Einfriedung (An der Zugspitze 10 obj. 09208560), Beamtenwohnhaus mit Postament (sog. „Erhardhaus“, An der Zugspitze 11 obj. 09208580), Wasserturm (An der Zugspitze 11a obj. 09208581), Huthaus (An der Zugspitze 12 obj. 09208558), Bergschmiede (An der Zugspitze 13 obj. 09208579), Wasserhebehaus (An der Zugspitze 13 (neben) obj. 09247884), ehemaliges Materialund Kohlenhaus, später Wohnhaus „Gelobt Land“ (An der Zugspitze 14 obj. 09208629), ehemaliges Treibe-, Kesselund Maschinenhaus des Menden Schachts, später Gaststätte „Zugspitze“ mit Saalanbau (An der Zugspitze 15 obj. 09209999), Brendel’sche Wassersäulenmaschine (An der Zugspitze 15 (untertägig) obj. 09247880), Beamtenwohnhaus (sog. „Eiserne Jungfrau“, An der Zugspitze 16 obj. 09247863), ehemaliges Material und Bethaus (An der Zugspitze 17 obj. 09208578), Wohnhaus (sog. „Villa Fortu“) | 09208594 |
| Direkt Bild zu diesem Denkmal hochladen | Wasserturm; Lederwerke Moritz Stecher; Alte Mordgrube (Sachgesamtheit) | Brand-Erbisdorf         | 1915 (Wasserturm); 1926 (Anbau Autoschuppen) | Einzeldenkmal in o. g. Sachgesamtheit: Wasserturm mit nachträglich angefügtem Autoschuppen (siehe auch das Sachgesamtheitsdokument „Alte Mordgrube“ obj. 09208594); als funktionaler Teil des Ensembles der Wohnsiedlung der Lederwerke Stecher auf der Halde des Menden Schachts von technikgeschichtlicher, ortshistorischer sowie ortsbildprägender Bedeutung | 09208581 |
| Direkt Bild zu diesem Denkmal hochladen | Huthaus; Alte Mordgrube Fundgrube; Vereinigt Feld bei Brand; Königliche Mittelgrube; Lederwerke Moritz Stecher; Alte Mordgrube (Sachgesamtheit); Brander Revier (Sachgesamtheit)                   | Brand-Erbisdorf (Karte) | um 1820 (Huthaus); um 1930 (Toreinfahrt) | Einzeldenkmal in o. g. Sachgesamtheiten: ehemaliges Huthaus des Menden Schachts mitsamt Toranlage (siehe auch die Sachgesamtheitsdokumente „Alte Mordgrube“ obj. 09208594 und „Brander Revier“ obj. 09208604); als Bestandteil einer der bedeutendsten Bergbauanlagen des Brander Reviers von bergbaugeschichtlicher, ortshistorischer sowie ortsbildprägender Bedeutung | 09208558 |
|                                         | Bergschmiede; Alte Mordgrube Fundgrube; Vereinigt Feld bei Brand; Königliche Mittelgrube; Lederwerke Moritz Stecher; Alte Mordgrube (Sachgesamtheit); Brander Revier (Sachgesamtheit)              | Brand-Erbisdorf         | 1856 (Bergschmiede) | Einzeldenkmal in o. g. Sachgesamtheiten: ehemalige Bergschmiede, heute Wohnhaus (siehe auch die Sachgesamtheitsdokumente „Alte Mordgrube“ obj. 09208594 und „Brander Revier“ obj. 09208604); als Bestandteil einer der bedeutendsten Bergbauanlagen des Brander Reviers von bergbaugeschichtlicher, ortshistorischer sowie ortsbildprägender Bedeutung | 09208579 |
| Direkt Bild zu diesem Denkmal hochladen | Wasserhebehaus; Alte Mordgrube Fundgrube; Vereinigt Feld bei Brand; Königliche Mittelgrube; Lederwerke Moritz Stecher; Alte Mordgrube (Sachgesamtheit); Brander Revier (Sachgesamtheit)            | Brand-Erbisdorf         | um 1820 (Wasserhebehaus) | Einzeldenkmal in o. g. Sachgesamtheiten: ehemaliges Wasserhebehaus (siehe auch die Sachgesamtheitsdokumente „Alte Mordgrube“ obj. 09208594 und „Brander Revier“ obj. 09208604); von bergbaugeschichtlicher Bedeutung | 09247884 |
| Direkt Bild zu diesem Denkmal hochladen | Gelobt Land; Alte Mordgrube Fundgrube; Vereinigt Feld bei Brand; Königliche Mittelgrube; Lederwerke Moritz Stecher; Alte Mordgrube (Sachgesamtheit); Brander Revier (Sachgesamtheit)               | Brand-Erbisdorf         | 1873 (Materialund Kohlenhaus) | Einzeldenkmal in o. g. Sachgesamtheiten: ehemaliges Kohlenhaus der Alten Mordgrube, später Wohnhaus der Lederwerke Moritz Stecher (siehe auch die Sachgesamtheitsdokumente „Alte Mordgrube“ obj. 09208594 und „Brander Revier“ obj. 09208604); von bergbaugeschichtlicher, ortshistorischer und baugeschichtlicher Bedeutung | 09208629 |
| Direkt Bild zu diesem Denkmal hochladen | Zugspitze; Menden Schacht; Alte Mordgrube Fundgrube; Vereinigt Feld bei Brand; Königliche Mittelgrube; Lederwerke Moritz Stecher; Alte Mordgrube (Sachgesamtheit); Brander Revier (Sachgesamtheit) | Brand-Erbisdorf         | 1824 (Wassergöpeltreibehaus); 1853–1854 (Kesselund Maschinenhaus); 1924 (Saalanbau mit Sitzterrasse)                                                           | Einzeldenkmal in o. g. Sachgesamtheiten: ehemaliges Treibe-, Kesselund Maschinenhaus des Menden Schachts, später Gaststätte „Zugspitze“ mit Saalanbau (siehe auch die Sachgesamtheitsdokumente „Alte Mordgrube“ obj. 09208594 und „Brander Revier“ obj. 09208604); als zentraler Bestandteil des Ensembles der Alten Mordgrube von großer bergbaugeschichtlicher, ortshistorischer sowie ortsbildprägender Bedeutung | 09209999 |
| Direkt Bild zu diesem Denkmal hochladen | Brendel’sche Wassersäulenmaschine; Menden Schacht; Alte Mordgrube Fundgrube; Vereinigt Feld bei Brand; Königliche Mittelgrube; Alte Mordgrube (Sachgesamtheit); Brander Revier (Sachgesamtheit)    | Brand-Erbisdorf         | 1823–1824 (Wassersäulenmaschine) | Einzeldenkmal in o. g. Sachgesamtheiten: Wassersäulenmaschine (siehe auch die Sachgesamtheitsdokumente „Alte Mordgrube“ obj. 09208594 und „Brander Revier“ obj. 09208604); als zweite und bedeutendste Wassersäulenmaschine des sächsischen Kunstmeisters Christian Friedrich Brendel von großer bergbaugeschichtlicher und technikgeschichtlicher Bedeutung | 09247880 |
|                                         | Bethaus; Menden Schacht; Alte Mordgrube Fundgrube; Vereinigt Feld bei Brand; Königliche Mittelgrube; Lederwerke Moritz Stecher; Alte Mordgrube (Sachgesamtheit); Brander Revier (Sachgesamtheit)   | Brand-Erbisdorf         | 1853 (Materialund Zimmerhaus) | Einzeldenkmal in o. g. Sachgesamtheiten: ehemaliges Material- und Bethaus des Menden Schachts, später Wohnhaus (siehe auch die Sachgesamtheitsdokumente „Alte Mordgrube“ obj. 09208594 und „Brander Revier“ obj. 09208604); als zentraler Bestandteil des Ensembles der Alten Mordgrube von großer bergbaugeschichtlicher, ortshistorischer sowie ortsbildprägender Bedeutung | 09208578 |
| Direkt Bild zu diesem Denkmal hochladen | Villa Fortuna; Alte Mordgrube Fundgrube; Vereinigt Feld bei Brand; Königliche Mittelgrube; Lederwerke Moritz Stecher; Alte Mordgrube (Sachgesamtheit); Brander Revier (Sachgesamtheit)             | Brand-Erbisdorf         | um 1930 (Wohnhaus) | Einzeldenkmal in o. g. Sachgesamtheit: Wohnhaus, Toreinfahrt und Halde mit Haldenstützmauer (siehe auch das Sachgesamtheitsdokument „Alte Mordgrube“ obj. 09208594); Wohnhaus von ortsgeschichtlicher und baugeschichtlicher Bedeutung, Halde von bergbaugeschichtlicher Bedeutung | 09208151 |
| Weitere Bilder                          | Bahnhof Brand-Erbisdorf; Eisenbahnstrecke Berthelsdorf – Großhartmannsdorf mit Abzw Brand – Langenau                                                                                               | Brand-Erbisdorf (Karte) | nach 1888 (Personenbahnhof) | Bahnhof mit allen Nebengebäuden, darunter das Befehlsstellwerk mitsamt technischer Ausstattung, weiterhin ein Güterschuppen, Laderampen und eine Gleiswaage, die Gleisanlage mit Drahtzugleitungen, Weichen, zugehörigen Signalbild-Laternen sowie Schrankenanlage; umfangreich erhaltenes Ensemble von ortsgeschichtlicher, verkehrshistorischer und stadtbildprägender Bedeutung | 09208567 |
| Direkt Bild zu diesem Denkmal hochladen | Brander Revier (Sachgesamtheit) | Brand-Erbisdorf (Karte) | 2. Hälfte 18. Jahrhundert (Huthaus) | Einzeldenkmale in o. g. Sachgesamtheit: ehemaliges Huthaus und Halde mit Trockenmauer (siehe auch Sachgesamtheitsdokument „Brander Revier“ obj. 09208604); trotz baulicher Veränderungen weiterhin Zeugnis der Bergbaugeschichte am Standort und damit von bergbaugeschichtlicher Bedeutung, als Teil der historischen Ortsstruktur prägend für das Ortsbild | 09208613 |
| Direkt Bild zu diesem Denkmal hochladen | Wegestein | Brand-Erbisdorf (Karte) | 19. Jahrhundert (Wegestein) | verkehrsgeschichtliche Bedeutung | 09208605 |
| Direkt Bild zu diesem Denkmal hochladen | Gesenkhammer; Press- und Schmiedewerk (ehem.) | Brand-Erbisdorf (Karte) | um 1970 (Maschine) | Schmiedehammer; großer Gesenkschmiedehammer des ehemaligen Press- und Schmiedewerkes Brand-Erbisdorf, als technisches Denkmal in unmittelbarer Nähe zum ehemaligen Einsatzort aufgestellt, als Zeugnis der Produktion in einem Brand-Erbisdorfer Traditionsbetrieb von besonderem Erinnerungswert sowie von technikgeschichtlicher und industriegeschichtlicher Bedeutung | 09305021 |
| Direkt Bild zu diesem Denkmal hochladen | Eisenbahnbrücke Brandsteig; Eisenbahnstrecke Berthelsdorf – Großhartmannsdorf mit Abzw Brand – Langenau                                                                                            | Brand-Erbisdorf (Karte) | bezeichnet 1889 (Eisenbahnbrücke) | Eisenbahnbrücke mit Flügelmauern; von verkehrsgeschichtlicher und ortsbildprägender Bedeutung | 09208554 |
|                                         | Erzengler Teich; Brander Revier (Sachgesamtheit); Revierwasserlaufanstalt (Sachgesamtheit) | Brand-Erbisdorf (Karte) | 1569–1570 (Teich) | Einzeldenkmale der Sachgesamtheit Brander Revier und der Sachgesamtheit Revierwasserlaufanstalt: Kunstteich mit Absperrbauwerk, Striegelhaus und Flutrinne mit anschließendem Abzugsgraben, wasserzuführendem Kunstgraben sowie mehreren Forstgrenzsteinen (siehe Sachgesamtheitslisten „Brander Revier“ -Obj. 09208604 und „Revierwasserlaufanstalt“ -Obj. 09306334); künstlich angelegter Stauteich der Revierwasserlaufanstalt, landschaftsbildprägende Bestandteile eines umfangreichen Systems der bergmännischen Wasserwirtschaft zur Versorgung des Freiberger Bergbaus mit Aufschlagwasser, bergbaugeschichtlich und ortsgeschichtlich von besonderer Bedeutung | 09208677 |
| Direkt Bild zu diesem Denkmal hochladen | Brander Revier (Sachgesamtheit) | Brand-Erbisdorf (Karte) | 17. Jahrhundert (Huthaus) | Einzeldenkmal in o. g. Sachgesamtheit: ehemaliges Huthaus (siehe auch Sachgesamtheitsdokument „Brander Revier“ obj. 09208604); von bergbaugeschichtlicher und ortshistorischer Bedeutung, als Teil der historischen Ortsstruktur auch von ortsbildprägendem Wert | 09208688 |
| Direkt Bild zu diesem Denkmal hochladen | Huthaus Alt Sonnenwirbel; Brander Revier (Sachgesamtheit) | Brand-Erbisdorf (Karte) | 17. Jahrhundert (Huthaus) | Einzeldenkmale in o. g. Sachgesamtheit: ehemaliges Huthaus und Halde (siehe auch Sachgesamtheitsdokument „Brander Revier“ obj. 09208604); von bergbaugeschichtlicher und ortshistorischer Bedeutung, als Teil der historischen Ortsstruktur auch von ortsbildprägendem Wert | 09208624 |
| Direkt Bild zu diesem Denkmal hochladen | Huthaus Brüllender Löwe; Brander Revier (Sachgesamtheit) | Brand-Erbisdorf (Karte) | 2. Hälfte 17. Jahrhundert (Huthaus) | Einzeldenkmal in o. g. Sachgesamtheit: ehemaliges Huthaus (siehe auch Sachgesamtheitsdokument „Brander Revier“ obj. 09208604); von bergbaugeschichtlicher, baugeschichtlicher und ortshistorischer Bedeutung, als Teil der historischen Ortsstruktur auch von ortsbildprägendem Wert | 09208623 |
|                                         | Buttermilchtor; Goldene Pforte Schacht; Brander Revier (Sachgesamtheit) | Brand-Erbisdorf (Karte) | 1821 (Aquädukt) | Einzeldenkmale in o. g. Sachgesamtheit: Kunstgrabenbrücke mit seitlichen Flügelmauern, Reste einer Halde sowie Damm des ehemaligen Kunstgrabens (siehe auch Sachgesamtheitsdokument „Brander Revier“ obj. 09208604); spitzbogiges Kunstgraben-Aquädukt, als Bestandteil der bergbaulichen Wasserversorgung von bergbaugeschichtlicher und stadtgeschichtlicher Bedeutung, zudem ortsbildprägend | 09208611 |
|                                         | Elite Motorenwerke AG (ehem.) | Brand-Erbisdorf (Karte) | 1912–1913 (Verwaltungsgebäude); 1922 (NO-Erweiterungsbau); 1928 (SW-Erweiterungsbau)                                                                           | Haupt- und Verwaltungsgebäude sowie Schmiedehammer im Innenhof; imposanter Winkelbau als Sachzeugnis des Automobilbaus in Brand-Erbisdorf von stadtgeschichtlicher, industriegeschichtlicher sowie stadtbildprägender Bedeutung, Schmiedehammer als museal aufgestelltes Relikt der späteren Standortnutzung durch das Brand-Erbisdorfer Press- und Schmiedewerk von technikgeschichtlicher und ortsgeschichtlicher Bedeutung | 09208582 |
| Direkt Bild zu diesem Denkmal hochladen | Neu Glück Drei Eichner Treibeschacht; Neu Glück und Drei Eichen Fundgrube; Vereinigt Feld bei Brand; Königliche Mittelgrube; Brander Revier (Sachgesamtheit)                                       | Brand-Erbisdorf (Karte) | 1784 (Huthaus); 1856 (Verwaltungsgebäude) | Einzeldenkmale in o. g. Sachgesamtheit: Huthaus und Verwaltungsgebäude der Neu Glück und Drei Eichen Fundgrube sowie Schachtmauerung, Halde und Haldenmauerungen des Neu Glück Drei Eichner Treibeschachts (siehe auch Sachgesamtheitsdokument „Brander Revier“ obj. 09208604 sowie die Einzeldenkmaldokumente obj. 09208537 und obj. 09208536); als Zeugnisse einer der größeren Gruben des Brander Reviers und im Zusammenhang mit den ebenfalls erhaltenen standortnahen Aufbereitungsanlagen von großer bergbaugeschichtlicher und ortshistorischer Bedeutung, Ensemble zudem prägend für das Ortsbild | 09208748 |
| Direkt Bild zu diesem Denkmal hochladen | Pochhäusel; Neu Glück und Drei Eichen Fundgrube; Vereinigt Feld bei Brand; Königliche Mittelgrube; Brander Revier (Sachgesamtheit)                                                                 | Brand-Erbisdorf (Karte) | 1783 (Pochwerk) | Einzeldenkmal in o. g. Sachgesamtheit: Pochwerk der Neu Glück und Drei Eichen Fundgrube (siehe auch Sachgesamtheitsdokument „Brander Revier“ obj. 09208604); als Zeugnis der standortnahen Erzaufbereitung der Neu Glück und Drei Eichen Fundgrube sowohl bergbaugeschichtlich als auch ortsgeschichtlich von Bedeutung | 09208537 |
| Direkt Bild zu diesem Denkmal hochladen | Götzenhäusel; Friedlicher Vertrag Fundgrube; Brander Revier (Sachgesamtheit) | Brand-Erbisdorf (Karte) | 1. Hälfte 18. Jahrhundert (Huthaus) | Einzeldenkmal in o. g. Sachgesamtheit: ehemaliges Huthaus (siehe auch Sachgesamtheitsdokument „Brander Revier“ obj. 09208604); von ortshistorischer und bergbaugeschichtlicher Bedeutung | 09208125 |
| Direkt Bild zu diesem Denkmal hochladen | Unterhaus Sachsen samt Reicher Bergsegen; Brander Revier (Sachgesamtheit) | Brand-Erbisdorf (Karte) | 1679 (Lochstein) | Einzeldenkmale in o. g. Sachgesamtheit: Zwei Lochsteine (siehe auch Sachgesamtheitsdokument »Brander Revier« -Obj. 09208604); ein Lochstein am historischen Standort im Freiwald und ein weiterer in der Sammlung des Museums »Huthaus Einigkeit« Brand-Erbisdorf, eine Kopie des letzteren markiert im Freiwald den ursprünglichen Standort des Originals, von bergbaugeschichtlicher Bedeutung | 09208692 |
|                                         | Rothbächer Teich; Brander Revier (Sachgesamtheit); Revierwasserlaufanstalt (Sachgesamtheit) | Brand-Erbisdorf (Karte) | 1564–1569 (Teich); 1851 (Striegelhaus); 1564–1569 (Staudamm)                                                                                                   | Einzeldenkmale der Sachgesamtheit Brander Revier und der Sachgesamtheit Revierwasserlaufanstalt: Kunstteich mit Absperrbauwerk, Striegelhaus einschließlich Striegel und Abzugsgraben sowie Fluterhaus (siehe Sachgesamtheitslisten „Brander Revier“ -Obj. 09208604 und „Revierwasserlaufanstalt“ -Obj. 09306334); künstlich angelegter Stauteich der Revierwasserlaufanstalt, landschaftsbildprägende Bestandteile eines umfangreichen Systems der bergmännischen Wasserwirtschaft zur Versorgung des Freiberger Bergbaus mit Aufschlagwasser, bergbaugeschichtlich und ortsgeschichtlich von besonderer Bedeutung, originale Striegelanlage mit Seltenheitswert | 09208678 |
| Direkt Bild zu diesem Denkmal hochladen | Brander Revier (Sachgesamtheit) | Brand-Erbisdorf (Karte) | 17. Jahrhundert (Huthaus) | Einzeldenkmal in o. g. Sachgesamtheit: ehemaliges Huthaus (siehe auch Sachgesamtheitsdokument „Brander Revier“ obj. 09208604); von ortshistorischer und bergbaugeschichtlicher Bedeutung | 09208731 |
| Direkt Bild zu diesem Denkmal hochladen | Gelobt Lander Teich; Brander Revier (Sachgesamtheit); Revierwasserlaufanstalt (Sachgesamtheit) | Brand-Erbisdorf (Karte) | 2. Hälfte 16. Jh (Teich) | Einzeldenkmal der Sachgesamtheit Brander Revier und der Sachgesamtheit Revierwasserlaufanstalt: Kunstteich (siehe Sachgesamtheitslisten „Brander Revier“ -Obj. 09208604 und „Revierwasserlaufanstalt“ -Obj. 09306334); künstlich angelegter Stauteich der Revierwasserlaufanstalt, landschaftsbildprägende Bestandteile eines umfangreichen Systems der bergmännischen Wasserwirtschaft zur Versorgung des Freiberger Bergbaus mit Aufschlagwasser, bergbaugeschichtlich und ortsgeschichtlich von besonderer Bedeutung | 09208676 |
|                                         | Bartholomäus Schacht (Schauanlage); Brander Revier (Sachgesamtheit) | Brand-Erbisdorf (Karte) | 1531 (Grubenfeldvermessung); 1730 (Datierung Haldenmauerung); 1805 (Datierung Haldenmauerung)                                                                  | Einzeldenkmal in o. g. Sachgesamtheit: Halde mit Haldenmauerung, heute Bergbauschauanlage (siehe auch Sachgesamtheitsdokument „Brander Revier“ obj. 09208604); wichtiges Zeugnis des Bergbaus im Brander Revier, von stadtgeschichtlicher und bergbaugeschichtlicher Bedeutung | 09208635 |
| Direkt Bild zu diesem Denkmal hochladen | Strauß; Brander Revier (Sachgesamtheit) | Brand-Erbisdorf (Karte) | vermutlich 17. Jahrhundert (Huthaus) | Einzeldenkmale in o. g. Sachgesamtheit: ehemaliges Huthaus (siehe auch Sachgesamtheitsdokument „Brander Revier“ obj. 09208604); als Zeugnis der Bergbaugeschichte stadtgeschichtlich und bergbaugeschichtlich von Bedeutung | 09208563 |
| Direkt Bild zu diesem Denkmal hochladen | Möhringsche Ziegelei (ehem.) | Brand-Erbisdorf (Karte) | bezeichnet 1829 (Jahresstein im Mauerwerk); vermutlich 2. Hälfte 19. Jahrhundert (Ziegeleianlagenteil); 1857 (Ringofen)                                        | Ziegelbrennofen (gestreckter Hoffmannscher Ringofen) mit zugehörigem Gebäude; das Gebäude in Holzkonstruktion, der Ziegelbrennofen als letzter erhaltener Brennofen im ehemaligen Altkreis Freiberg von technikgeschichtlicher und ortsgeschichtlicher Bedeutung | 09208682 |
| Direkt Bild zu diesem Denkmal hochladen | Alte Vestenburg; Brander Revier (Sachgesamtheit) | Brand-Erbisdorf (Karte) | 1628 (Huthaus) | Einzeldenkmale in o. g. Sachgesamtheit: ehemaliges Huthaus und Halde (siehe auch Sachgesamtheitsdokument „Brander Revier“ obj. 09208604); als Zeugnis der Bergbaugeschichte stadtgeschichtlich und bergbaugeschichtlich von Bedeutung | 09208827 |
| Direkt Bild zu diesem Denkmal hochladen | Transformatorenturm | Brand-Erbisdorf (Karte) | 1. Drittel 20. Jahrhundert (Transformatorenstation) | von ortshistorischer und technikgeschichtlicher Bedeutung | 09208585 |
| Direkt Bild zu diesem Denkmal hochladen | Jung Haasener Tageschacht; Brander Revier (Sachgesamtheit) | Brand-Erbisdorf (Karte) | um 1720 (Huthaus) | Einzeldenkmale in o. g. Sachgesamtheit: ehemaliges Huthaus, Kaue und Halde mit Stützmauern (siehe auch Sachgesamtheitsdokument „Brander Revier“ obj. 09208604); von ortshistorischer und bergbaugeschichtlicher Bedeutung, prägend für das Ortsbild | 09208691 |
| Direkt Bild zu diesem Denkmal hochladen | Junger Schönberg und Kaiser Heinrich Schacht; Brander Revier (Sachgesamtheit) | Brand-Erbisdorf (Karte) | 17. Jahrhundert (Huthaus) | Einzeldenkmale in o. g. Sachgesamtheit: ehemaliges Huthaus auf kleiner Halde (siehe auch Sachgesamtheitsdokument „Brander Revier“ obj. 09208604); von ortshistorischer und bergbaugeschichtlicher Bedeutung | 09208626 |
|                                         | Hörnig Schacht; Huthaus Einigkeit; Vergnügte Anweisung samt Reußen; Einigkeit Fundgrube; Brander Revier (Sachgesamtheit)                                                                           | Brand-Erbisdorf (Karte) | 1906 (Schachtschlussstein); 1837 (Huthaus mit Bergschmiede); 1834 (Wellenlagerstein); 1833–1906 (Betriebszeit des Schachts); bezeichnet 1845 (Röschenmundloch) | Einzeldenkmale in o. g. Sachgesamtheit: ehemaliges Huthaus und Bergschmiede (heute Museum), Pulverhaus, Wellenlagerstein des Pferdegöpels, Grundmauern des Treibehauses mit Schachtaufsattelung, Schachtschlussstein, Röschenmundloch, untertägige Fragmente einer Wassersäulenmaschine, Halde mit Haldenstützmauern sowie Bergmannsfigur (siehe auch Sachgesamtheitsdokument „Brander Revier“ obj. 09208604); umfangreiches Ensemble einer bedeutenden Schachtanlage des Brander Reviers, von bergbauhistorischer, ortsgeschichtlicher sowie ortsbildprägender Bedeutung | 09208606 |
| Direkt Bild zu diesem Denkmal hochladen | Neu Glück Drei Eichner Treibeschacht; Neu Glück und Drei Eichen Fundgrube; Vereinigt Feld bei Brand; Königliche Mittelgrube; Brander Revier (Sachgesamtheit)                                       | Brand-Erbisdorf (Karte) | 1784 (Huthaus); 1856 (Verwaltungsgebäude) | Einzeldenkmale in o. g. Sachgesamtheit: Huthaus und Verwaltungsgebäude der Neu Glück und Drei Eichen Fundgrube sowie Schachtmauerung, Halde und Haldenmauerungen des Neu Glück Drei Eichner Treibeschachts (siehe auch Sachgesamtheitsdokument „Brander Revier“ obj. 09208604 sowie die Einzeldenkmaldokumente obj. 09208537 und obj. 09208536); als Zeugnisse einer der größeren Gruben des Brander Reviers und im Zusammenhang mit den ebenfalls erhaltenen standortnahen Aufbereitungsanlagen von großer bergbaugeschichtlicher und ortshistorischer Bedeutung, Ensemble zudem prägend für das Ortsbild | 09208748 |
|                                         | Kohlbach-Kunstgraben; Brander Revier (Sachgesamtheit); Revierwasserlaufanstalt (Sachgesamtheit) | Brand-Erbisdorf (Karte) | 1556 (Kunstgraben) | Einzeldenkmale der Sachgesamtheit Brander Revier und der Sachgesamtheit Revierwasserlaufanstalt: Kohlbach Kunstgraben mit allen zugehörigen Gewölbebrücken und Röschen (siehe Sachgesamtheitslisten „Brander Revier“ -Obj. 09208604 und „Revierwasserlaufanstalt“ -Obj. 09306334); künstlich und überwiegend obertägig angelegte Wasserleitung zwischen dem Oberen Großhartmannsdorfer Teich und dem Gelobt Lander Teich, landschaftsbildprägende Bestandteile eines umfangreichen Systems der bergmännischen Wasserwirtschaft zur Versorgung des Freiberger Bergbaus mit Aufschlagwasser, bergbaugeschichtlich und ortsgeschichtlich von besonderer Bedeutung | 09208685 |
| Direkt Bild zu diesem Denkmal hochladen | Sonne und Gottesgabe Fundgrube; Brander Revier (Sachgesamtheit) | Brand-Erbisdorf (Karte) | vmtl. 1. Hälfte 18. Jahrhundert (Huthaus) | Einzeldenkmale in o. g. Sachgesamtheit: ehemalige Bergschmiede (siehe auch Sachgesamtheitsdokument „Brander Revier“ obj. 09208604); von ortshistorischer und bergbaugeschichtlicher Bedeutung | 09208733 |
| Direkt Bild zu diesem Denkmal hochladen | Kunstgraben; Herdflutgraben; Himmelsfürst Fundgrube; Brander Revier (Sachgesamtheit) | Brand-Erbisdorf         | 2. Hälfte 16. Jahrhundert (Kunstgraben) | Einzeldenkmale in o. g. Sachgesamtheit: Kunstgraben mit Kunstgrabendamm sowie Herdflutgraben (siehe auch Sachgesamtheitsdokument „Brander Revier“ obj. 09208604 mit dem Sachgesamtheitsbestandteildokument „Himmelsfürst Fundgrube“ obj. 09208116); Teil des Aufschlagund Wäschwasserversorgungssystems der Himmelsfürst Fundgrube zwischen dem Gelobt Lander Teich und dem Reichelt Schacht, noch gut im Landschaftsbild erkennbare und bergbaugeschichtlich bedeutende Anlage | 09208593 |
| Direkt Bild zu diesem Denkmal hochladen | Alter Molchen; Brander Revier (Sachgesamtheit) | Brand-Erbisdorf (Karte) | 17. Jahrhundert (Huthaus) | Einzeldenkmale in o. g. Sachgesamtheit: ehemaliges Huthaus und Halde (siehe auch Sachgesamtheitsdokument „Brander Revier“ obj. 09208604); von ortshistorischer und bergbaugeschichtlicher Bedeutung | 09304707 |
| Direkt Bild zu diesem Denkmal hochladen | Alter Moritz; Moritz Fundgrube samt Niclas; Brander Revier (Sachgesamtheit) | Brand-Erbisdorf (Karte) | 17. Jahrhundert, später verändert (Huthaus) | Einzeldenkmale in o. g. Sachgesamtheit: ehemaliges Huthaus sowie zwei Halden (siehe auch Sachgesamtheitsdokument „Brander Revier“ obj. 09208604); von ortshistorischer und bergbaugeschichtlicher Bedeutung | 09208592 |
| Direkt Bild zu diesem Denkmal hochladen | Alter Grüner Zweig Fundgrube; Gelobt Land Fundgrube; Brander Revier (Sachgesamtheit) | Brand-Erbisdorf (Karte) | 1. Hälfte 18. Jahrhundert (Huthaus) | Einzeldenkmal in o. g. Sachgesamtheit: ehemaliges Huthaus (siehe auch Sachgesamtheitsdokument „Brander Revier“ obj. 09208604); von ortshistorischer, ortsbildprägender und bergbaugeschichtlicher Bedeutung | 09305126 |
| Direkt Bild zu diesem Denkmal hochladen | Gelobt Land Fundgrube; Himmelsfürst Fundgrube; Brander Revier (Sachgesamtheit) | Brand-Erbisdorf (Karte) | um 1740 (Huthaus) | Einzeldenkmale in o. g. Sachgesamtheit: ehemaliges Huthaus mit Bergschmiede sowie die Halden des Gelobt Land Fundschachts, des Alte-Kaue-Schachts und des Lade des Bundes Schachts (siehe auch Sachgesamtheitsdokument „Brander Revier“ obj. 09208604 sowie das Sachgesamtheitsbestandteildokument „Himmelsfürst Fundgrube“ obj. 09208116); von ortshistorischer, baugeschichtlichen, bergbaugeschichtlicher und landschaftsbildprägender Bedeutung | 09208584 |
| Direkt Bild zu diesem Denkmal hochladen | Huthaus der Grube St. Wolfgang (vermutlich) | Brand-Erbisdorf (Karte) | Anfang 19. Jahrhundert (Wohnhaus) | Wohnhaus; Rest der dörflichen Ortsstruktur von baugeschichtlicher Bedeutung | 09208557 |
| Direkt Bild zu diesem Denkmal hochladen | Rathaus; St. Erasmus Fundgrube; St. Erasmus Schacht; Brander Revier (Sachgesamtheit) | Brand-Erbisdorf (Karte) | 1858 (Rathaus); 17./18. Jahrhundert (Halde); 1845 (Stützmauer)                                                                                                 | Rathaus und Halde des St. Erasmus Schachts mit Haldenmauerung (Halde Einzeldenkmal in o. g. Sachgesamtheit, siehe auch Sachgesamtheitsdokument „Brander Revier“ obj. 09208604); Rathaus von ortshistorischer und baugeschichtlicher Bedeutung, als Teil der historischen Marktbebauung auch ortsbildprägend, Halde von bergbauhistorischer Bedeutung | 09208564 |
| Direkt Bild zu diesem Denkmal hochladen | Mönchenfreier Teich; Brander Revier (Sachgesamtheit) | Brand-Erbisdorf (Karte) | 16. Jahrhundert (Teich) | Einzeldenkmal in o. g. Sachgesamtheit: Kunstteich (siehe auch die Sachgesamtheitsdokumente „Brander Revier“ obj. 09208604); künstlich angelegter Stauteich, landschaftsbildprägendes Zeugnis der bergmännischen Wasserversorgung, von bergbaugeschichtlicher und ortsgeschichtlicher Bedeutung | 09208684 |
| Direkt Bild zu diesem Denkmal hochladen | Freimühle | Brand-Erbisdorf (Karte) | um 1800 (Mühle) | Wohnmühlenhaus; ortshistorische Bedeutung | 09208591 |
| Direkt Bild zu diesem Denkmal hochladen | Königlich-Sächsische Meilensteine (Sachgesamtheit) | Brand-Erbisdorf (Karte) | 2. Hälfte 19. Jahrhundert (Halbmeilenstein) | Meilenstein, um 1900 zum Kilometerstein umgearbeitet; verkehrsgeschichtlich von Bedeutung | 09208590 |
| Direkt Bild zu diesem Denkmal hochladen | Neu Glück und Drei Eichen Fundgrube; Vereinigt Feld bei Brand; Königliche Mittelgrube; Brander Revier (Sachgesamtheit)                                                                             | Brand-Erbisdorf (Karte) | 1783, später verändert (Erzwäsche) | Einzeldenkmal in o. g. Sachgesamtheit: Erzwäsche der Neu Glück und Drei Eichen Fundgrube (siehe auch Sachgesamtheitsdokument „Brander Revier“ obj. 09208604); als Zeugnis der standortnahen Erzaufbereitung der Neu Glück und Drei Eichen Fundgrube sowohl bergbaugeschichtlich als auch ortsgeschichtlich von Bedeutung | 09208536 |
| Direkt Bild zu diesem Denkmal hochladen | Transformatorenhäuschen | Brand-Erbisdorf (Karte) | 1899 (Transformatorenstation) | technikgeschichtliche Bedeutung | 09208588 |
| Direkt Bild zu diesem Denkmal hochladen | Stollnhaus Schacht; Thelersberger Stolln; Brander Revier (Sachgesamtheit) | Brand-Erbisdorf (Karte) | um 1811 (Huthaus); 18. Jahrhundert (Kaue); 1760, später verändert (Bergschmiede); 18. Jahrhundert (Zimmerei)                                                   | Einzeldenkmale in o. g. Sachgesamtheit: Huthaus, Kaue, Zimmerei, Bergschmiede und Nebengebäude (siehe auch Sachgesamtheitsdokument „Brander Revier“ obj. 09208604); vollständig erhaltenes Bergbauensemble, als obertägige Zeugnisse des wichtigsten Wasserlösestollns des Brander Reviers von großer bergbaugeschichtlicher und ortshistorischer Bedeutung, zudem ortsbildprägend | 09208615 |
| Direkt Bild zu diesem Denkmal hochladen | Kohlhäusler Schacht; Sonnenwirbler Halde; Treibehaus zu Einigkeit; Sonnenwirbel samt Holewein; Einigkeit Fundgrube; Brander Revier (Sachgesamtheit)                                                | Brand-Erbisdorf (Karte) | 1822 (Treibehaus); zw. 1822 u. 1846 (Pochwerk); 18./19. Jahrhundert (Halde)                                                                                    | Einzeldenkmale in o. g. Sachgesamtheit: Wassergöpel-Treibehaus, Halde mit Resten einer Parkanlage, Resten eines Pochwerks sowie einer Haldenstützmauer mit Treppenanlage und Röschenmundloch (siehe auch Sachgesamtheitsdokument „Brander Revier“ obj. 09208604); Zeugnisse eines zentral gelegenen Grubenund Aufbereitungsstandortes im Brander Revier, von ortsentwicklungsgeschichtlicher, bergbaugeschichtlicher sowie ortsbildprägender Bedeutung | 09208621 |
| Direkt Bild zu diesem Denkmal hochladen | Brander Revier (Sachgesamtheit) | Brand-Erbisdorf (Karte) | 18. Jahrhundert (Huthaus) | Einzeldenkmal in o. g. Sachgesamtheit: ehemaliges Huthaus (siehe auch Sachgesamtheitsdokument „Brander Revier“ obj. 09208604); von ortshistorischer und bergbaugeschichtlicher Bedeutung | 09208165 |
| Direkt Bild zu diesem Denkmal hochladen | Brander Revier (Sachgesamtheit) | Brand-Erbisdorf         | um 1750 (lt. Auskunft des Eigentümers) | Einzeldenkmal in o. g. Sachgesamtheit: Wohnhaus, ursprünglich vermutlich Bergschmiede (siehe auch Sachgesamtheitsdokument „Brander Revier“ obj. 09208604); zeitund landschaftstypischer Fachwerkbau in gutem Originalzustand, von baugeschichtlicher und bergbaugeschichtlicher Bedeutung | 09208619 |
| Direkt Bild zu diesem Denkmal hochladen | Brücke Erbisdorf; Eisenbahnstrecke Berthelsdorf – Großhartmannsdorf mit Abzw Brand – Langenau | Brand-Erbisdorf (Karte) | 1890 (Eisenbahnbrücke) | Eisenbahnbrücke; als inzwischen seltene Fischbauchbrücke von großer eisenbahngeschichtlicher, verkehrsgeschichtlicher sowie ortsbildprägender Bedeutung | 09208627 |
| Direkt Bild zu diesem Denkmal hochladen | Brander Revier (Sachgesamtheit) | Brand-Erbisdorf (Karte) | 17. Jahrhundert (Huthaus) | Einzeldenkmale in o. g. Sachgesamtheit: ehemaliges Huthaus und Wasserhaus (siehe auch Sachgesamtheitsdokument „Brander Revier“ obj. 09208604); von ortshistorischer und bergbaugeschichtlicher Bedeutung | 09208735 |
| Direkt Bild zu diesem Denkmal hochladen | Gräupelwäsche; Junger Schönberg; Brander Revier (Sachgesamtheit) | Brand-Erbisdorf (Karte) | um 1720 (Erzwäsche) | Einzeldenkmal in o. g. Sachgesamtheit: ehemaliges Wäschgebäude, später Wohnhaus (siehe auch Sachgesamtheitsdokument „Brander Revier“ obj. 09208604); von bergbaugeschichtlicher Bedeutung | 09208163 |
| Direkt Bild zu diesem Denkmal hochladen | Obersilberschnur obere 13. bis 20. Maß; Brander Revier (Sachgesamtheit) | Brand-Erbisdorf (Karte) | 18. Jahrhundert (Huthaus) | Einzeldenkmal in o. g. Sachgesamtheit: ehemaliges Huthaus, heute Wohnhaus (siehe auch Sachgesamtheitsdokument „Brander Revier“ obj. 09208604); weitgehend original erhalten, von baugeschichtlicher und bergbaugeschichtlicher Bedeutung | 09208589 |
| Direkt Bild zu diesem Denkmal hochladen | Reicher Bergsegen Schacht; Unterhaus Sachsen samt Reicher Bergsegen; Vereinigt Feld in der Buschrevier; Vereinigt Feld bei Brand; Königliche Mittelgrube; Brander Revier (Sachgesamtheit)          | Brand-Erbisdorf (Karte) | 1845–1847 (Huthaus); 18./19. Jahrhundert (Halde) | Einzeldenkmale in o. g. Sachgesamtheit: ehemaliges Huthaus mit Bergschmiede auf großer Halde (siehe auch Sachgesamtheitsdokument „Brander Revier“ obj. 09208604); gut erhaltener Bergbaukomplex von ortshistorischer und bergbaugeschichtlicher Bedeutung | 09208533 |
| Direkt Bild zu diesem Denkmal hochladen | Scheidehäusler Schacht; Obersilberschnur obere 13. bis 20. Maß; Brander Revier (Sachgesamtheit) | Brand-Erbisdorf (Karte) | 18. Jahrhundert (Scheidebank) | Einzeldenkmal in o. g. Sachgesamtheit: ehemalige Scheidebank, heute Wohnhaus (siehe auch Sachgesamtheitsdokument „Brander Revier“ obj. 09208604); baulich überformtes altes Bergbaugebäude, von bergbaugeschichtlicher Bedeutung | 09208736 |
| Direkt Bild zu diesem Denkmal hochladen | Transformatorenturm | Gränitz (Karte)         | um 1930 (Transformatorenstation) | Typenbau aus den 1920er/30er-Jahren in gutem Originalzustand von technikgeschichtlichem und ortsgeschichtlichem Wert | 09304408 |
| Direkt Bild zu diesem Denkmal hochladen | Himmelsfürst Fundgrube; Brander Revier (Sachgesamtheit) | Himmelsfürst (Karte)    | | Sachgesamtheitsbestandteil der Sachgesamtheit Brander Revier: Bergbauanlagen sowie bergbauwasserwirtschaftliche Anlagen im Gemeindegebiet von Brand-Erbisdorf und den zugehörigen Ortsteilen Himmelsfürst, Langenau, Linda und St. Michaelis, davon gehören zum Teilabschnitt OT Himmelsfürst: die Einzeldenkmale Wartehäuschen der Haltestelle Himmelsfürst (Am Huthaus obj. 09304483), Unteres Alt Himmelsfürster Huthaus (Am Huthaus 1 obj. 09247882), Ruine des Pulverturms (Am Huthaus 1 (gegenüber) obj. 09247883), Bethaus (Am Huthaus 2 obj. 09247881), Neues Huthaus (Am Huthaus 3 obj. 09208689), Huthaus, Nebengebäude, Treibehaus-Ruine des Grün Rosner Treibeschachts, Halde, Stützmauern der Weißer Schwan samt Volle Rose Fundgrube (Am Huthaus 6 obj. 09208690), Teilstück der Eisenbahnstrecke Brand-Langenau mit Gleiskörper, Bahndamm, Eisenbahnviadukt, Stützmauern, Kunstgrabendurchlass (Am Frankenschacht obj. 09208603), Erzwäsche mit zwei Anbauten, Erzbahndamm mit Ruine einer Brücke, Kunstgraben, Röschenmundloch (Am Frankenschacht 1 obj. 09208662), Treibehaus des Dorothea Treibeschachts (Am Frankenschacht 4 obj. 09304242), Förderturm des Franken Treibeschachts, Gestängekaue, Halde, Haldenstützmauern, Erzrolle (Am Frankenschacht 9; 14 obj. 9208602), Halde des Glück auf Schachtes (Am Schacht obj. 09304890), Herdflutgraben und Röschenmundloch (Lochmühlenweg obj. 09304687), Halde des Vertrau auf Gott Treibeschachts, Reste von Fördereinrichtung und Treibehaus mit Abzugsrösche und Mundloch, zwei Kunstgraben-Teilstücke, Bewetterungsschacht, Haldenstützmauern (Am Huthaus obj. 09208669), Halde des Reichelt Treibeschachts, Haldenstützmauer, Reste von Schachtaufmauerung, Treibehaus und Kehrradstube sowie zwei Kunstgrabenteilstücke (Langenauer Straße obj. 09208663) und die Sachgesamtheitsteile Scheidebank und Erzausschlagehaus des Franken Treibeschachts sowie Halden und Haldenzüge (Aufzählung siehe Denkmaltext); weitgehend authentisch erhaltene Bergbauanlagen zur Förderung und Aufbereitung der Himmelsfürst Fundgrube, in seltener Dichte und Vollständigkeit, als wichtigste Silbererzgrube Sachsens von großer bergbaugeschichtlicher, regional- und landesgeschichtlicher, baugeschichtlicher und landschaftsbildprägender Bedeutung (siehe auch das Sachgesamtheitsdokument „Brander Revier“ obj. 09208604) | 09208116 |
| Direkt Bild zu diesem Denkmal hochladen | Eisenbahnviadukt Himmelsfürst; Eisenbahnstrecke Berthelsdorf – Großhartmannsdorf mit Abzw Brand – Langenau; Himmelsfürst Fundgrube; Brander Revier (Sachgesamtheit)                                | Himmelsfürst (Karte)    | 1889 (Viadukt) | Einzeldenkmal in o. g. Sachgesamtheit: Teilstück der Eisenbahnstrecke Brand-Langenau mit Gleiskörper, Bahndamm sowie Eisenbahnviadukt, Stützmauern und ehem. Kunstgrabendurchlass (siehe auch Sachgesamtheitsdokument „Brander Revier“ obj. 09208604 mit dem Sachgesamtheitsbestandteildokument „Himmelsfürst Fundgrube“ obj. 09208116); landschaftsund ortsbildprägendes Teilstück, aufgrund der Bedeutung des Eisenbahnanschlusses für die wirtschaftliche Entwicklung der Himmelsfürst Fundgrube von regionalgeschichtlicher, verkehrshistorischer und bergbauhistorischer Bedeutung, baugeschichtlich bedeutende Gitterträgerbrücke mit Seltenheitswert und für das Ortsbild maßgeblich | 09208603 |
| Direkt Bild zu diesem Denkmal hochladen | Mittlere Wäsche; Lange Wäsche; Himmelsfürst Fundgrube; Brander Revier (Sachgesamtheit) | Himmelsfürst (Karte)    | 1770, später verändert (Erzwäsche) | Einzeldenkmale in o. g. Sachgesamtheit: Erzwäsche mit zwei Anbauten und Schornstein, Erzbahndamm mit Ruine einer Vierbogenbrücke zwischen Damm und Wäsche, Reste des Wäschgrabens sowie das Mundloch der Langenauer Rösche (siehe auch Sachgesamtheitsdokument „Brander Revier“ obj. 09208604 mit dem Sachgesamtheitsbestandteildokument „Himmelsfürst Fundgrube“ obj. 09208116); Teile der umfänglicheren Erzaufbereitungsanlagen der Himmelsfürst Fundgrube bestehend aus mehreren standortnahen Erzwäschen, den verbindenden Transportanlagen sowie der Anlagen zur Versorgung mit Aufschlagwasser, noch gut erkennbare und bergbaugeschichtlich bedeutende Anlage | 09208662 |
| Direkt Bild zu diesem Denkmal hochladen | Dorothea Treibeschacht; Himmelsfürst Fundgrube; Brander Revier (Sachgesamtheit) | Himmelsfürst            | | Einzeldenkmal in o. g. Sachgesamtheit: ehemaliges Wassergöpel-Treibehaus auf dem Dorothea Schacht der Himmelsfürst Fundgrube (siehe auch Sachgesamtheitsdokument „Brander Revier“ obj. 09208604 mit dem Sachgesamtheitsbestandteildokument „Himmelsfürst Fundgrube“ obj. 09208116); ältestes erhaltenes Schachtgebäude der Himmelsfürst Fundgrube, aufgrund seines Alters und seiner Authentizität sowie als Zeugnis einer komplexen, von Johann Friedrich Mende errichteten Förderanlage von besonderer bergbauhistorischer Bedeutung | 09304242 |
| Direkt Bild zu diesem Denkmal hochladen | Franken Treibeschacht; Gestängekaue; Himmelsfürst Fundgrube; Brander Revier (Sachgesamtheit) | Himmelsfürst (Karte)    | 1889 (Treibehaus); 1781 (Kaue); Ende 18. Jahrhundert bis Anfang 20. Jahrhundert (Halde)                                                                        | Einzeldenkmale in o. g. Sachgesamtheit: ehemaliger Förderturm, Gestängekaue und Halde des Franken Treibeschachtes sowie Haldenstützmauern und Reste einer Erzrolle (siehe auch Sachgesamtheitsdokument „Brander Revier“ obj. 09208604 mit dem Sachgesamtheitsbestandteildokument „Himmelsfürst Fundgrube“ obj. 09208116); als zentraler Förderschacht der bedeutenden Silbererzgrube Himmelsfürst Fundgrube sowie im Kontext mit der Gestängekaue als Zeugnis einer komplexen, von Johann Friedrich Mende errichteten Förderanlage von besonderer bergbauhistorischer und ortsentwicklungsgeschichtlicher Bedeutung, darüber hinaus auch orts- und landschaftsbildprägend | 09208602 |
| Direkt Bild zu diesem Denkmal hochladen | Vertrau auf Gott Treibeschacht; Himmelsfürst Fundgrube; Brander Revier (Sachgesamtheit) | Himmelsfürst (Karte)    | 1705–1915 (Halde) | Einzeldenkmale in o. g. Sachgesamtheit: Halde, Reste der ehemaligen Fördereinrichtung sowie des Wassergöpel-Treibehauses mit Abzugsrösche und zugehörigem Mundloch, zwei Kunstgraben-Teilstücke, ein Bewetterungsschacht sowie Haldenstützmauern (siehe auch Sachgesamtheitsdokument „Brander Revier“ obj. 09208604 mit dem Sachgesamtheitsbestandteildokument „Himmelsfürst Fundgrube“ obj. 09208116); als Zeugnisse eines Förderhauptschachts sowie als Bestandteil der Aufschlagwasserversorgungsanlagen der Himmelsfürst Fundgrube von großer bergbauhistorischer Bedeutung | 09208669 |
| Direkt Bild zu diesem Denkmal hochladen | Haltestelle Himmelsfürst; Eisenbahnstrecke Berthelsdorf – Großhartmannsdorf mit Abzw Brand – Langenau; Himmelsfürst Fundgrube; Brander Revier (Sachgesamtheit)                                     | Himmelsfürst            | um 1905 (Wartehalle) | Einzeldenkmal in o. g. Sachgesamtheit: Wartehäuschen der Haltestelle Himmelsfürst; original erhaltener hölzerner Typenbau, Zeugnis für die Erschließung der Region und vor allem des Standorts der Himmelsfürst Fundgrube durch die Eisenbahnstrecke Berthelsdorf-Großhartmannsdorf mit Zweiggleis Brand-Langenau, daher von regional-, wirtschaftssowie bergbaugeschichtlicher Bedeutung (siehe auch Sachgesamtheitsdokument „Brander Revier“, Brand-Erbisdorf, ohne Anschrift obj. 09208604 sowie Sachgesamtheitsbestandteildokument „Himmelsfürst Fundgrube“, Brand-Erbisdorf, OT Himmelsfürst, ohne Anschrift obj. 09208116) | 09304483 |
| Direkt Bild zu diesem Denkmal hochladen | Unteres Alt Himmelsfürster Huthaus; Himmelsfürst Fundgrube; Brander Revier (Sachgesamtheit) | Himmelsfürst (Karte)    | 1573 (Huthaus) | Einzeldenkmal in o. g. Sachgesamtheit: ehemaliges Huthaus der Himmelsfürst Fundgrube (siehe auch Sachgesamtheitsdokument „Brander Revier“ obj. 09208604 mit dem Sachgesamtheitsbestandteildokument „Himmelsfürst Fundgrube“ obj. 09208116); schlichter Bau von orts- und bergbauhistorischer Bedeutung | 09247882 |
| Direkt Bild zu diesem Denkmal hochladen | Pulverturm; Himmelsfürst Fundgrube; Brander Revier (Sachgesamtheit) | Himmelsfürst (Karte)    | 1770 (Pulverturm) | Einzeldenkmal in o. g. Sachgesamtheit: Ruine eines ehemaligen Pulverturms (siehe auch Sachgesamtheitsdokument „Brander Revier“ obj. 09208604 mit dem Sachgesamtheitsbestandteildokument „Himmelsfürst Fundgrube“ obj. 09208116); von bergbauhistorischer Bedeutung, als einer der wenigen erhaltenen Pulvertürme des sächsischen Erzbergbaus von Seltenheitswert | 09247883 |
| Direkt Bild zu diesem Denkmal hochladen | Bethaus; Himmelsfürst Fundgrube; Brander Revier (Sachgesamtheit) | Himmelsfürst            | um 1750 (als Huthaus erbaut) | Einzeldenkmal in o. g. Sachgesamtheit: ehemaliges Bethaus der Himmelsfürst Fundgrube (siehe auch Sachgesamtheitsdokument „Brander Revier“ obj. 09208604 mit dem Sachgesamtheitsbestandteildokument „Himmelsfürst Fundgrube“ obj. 09208116); von orts- und bergbaugeschichtlicher Bedeutung | 09247881 |
|                                         | Neues Huthaus; Himmelsfürst Fundgrube; Brander Revier (Sachgesamtheit) | Himmelsfürst (Karte)    | 1858/1859 (Huthaus) | Einzeldenkmal in o. g. Sachgesamtheit: ehemaliges Huthaus der Himmelsfürst Fundgrube (siehe auch Sachgesamtheitsdokument „Brander Revier“ obj. 09208604 mit dem Sachgesamtheitsbestandteildokument „Himmelsfürst Fundgrube“ obj. 09208116); original erhaltener, repräsentativer Putzbau von orts- und bergbaugeschichtlicher Bedeutung | 09208689 |
| Direkt Bild zu diesem Denkmal hochladen | Grün Rosner Treibeschacht; Weißer Schwan samt Volle Rose Fundgrube; Himmelsfürst Fundgrube; Brander Revier (Sachgesamtheit)                                                                        | Himmelsfürst (Karte)    | 1775 (Huthaus); 18./19. Jahrhundert (Halde) | Einzeldenkmale in o. g. Sachgesamtheit: ehemaliges Huthaus und späteres Direktorenwohnhaus, ehemaliges Tagegebäude und spätere Scheune, Ruine des Pferdegöpel-Treibehauses auf dem Grün Rosner Schacht, Halde mit Haldenstützmauern und Halbrondell aus Bruchsteinen (siehe auch Sachgesamtheitsdokument „Brander Revier“ obj. 09208604 mit dem Sachgesamtheitsbestandteildokument „Himmelsfürst Fundgrube“ obj. 09208116); gut erhaltener Bergbaukomplex von orts- und bergbaugeschichtlicher sowie baugeschichtlicher, teils auch personengeschichtlicher Bedeutung | 09208690 |
| Direkt Bild zu diesem Denkmal hochladen | Glück auf Schacht; Himmelsfürst Fundgrube; Brander Revier (Sachgesamtheit) | Himmelsfürst            | | Einzeldenkmal in o. g. Sachgesamtheit: Halde des Glück auf Schachtes (siehe auch Sachgesamtheitsdokument „Brander Revier“ obj. 09208604 mit dem Sachgesamtheitsbestandteildokument „Himmelsfürst Fundgrube“ obj. 09208116); als eindrucksvolles Zeugnis der Grubenfelderweiterung der Himmelsfürst Fundgrube sowie als Halde eines Hauptschachts der zweiten Betriebsperiode zu DDR-Zeiten von besonderer bergbaugeschichtlicher und landschaftsbildprägender Bedeutung | 09304890 |
| Direkt Bild zu diesem Denkmal hochladen | Reichelt Treibeschacht; Himmelsfürst Fundgrube; Brander Revier (Sachgesamtheit) | Himmelsfürst (Karte)    | 1815–1904 (Halde); 1815–1816 (Radstube) | Einzeldenkmale in o. g. Sachgesamtheit: Halde und Haldenstützmauer des Reichelt Treibeschachtes, Reste der Schachtaufmauerung, der Treibehausgrundmauern und der Kehrradstube im Haldenkörper sowie zwei Kunstgrabenteilstücke (siehe auch Sachgesamtheitsdokument „Brander Revier“ obj. 09208604 mit dem Sachgesamtheitsbestandteildokument „Himmelsfürst Fundgrube“ obj. 09208116 sowie Einzeldenkmaldokument „Kunstgraben; Herdflutgraben“ obj. 09208593); als Zeugnisse der Grubenfelderweiterung der Himmelsfürst Fundgrube und aufgrund der seltenen obertägigen Sichtbarkeit einer Kehrradstube von besonderer bergbaubzw. technikgeschichtlicher Bedeutung | 09208663 |
| Direkt Bild zu diesem Denkmal hochladen | Vertrau auf Gott Treibeschacht; Himmelsfürst Fundgrube; Brander Revier (Sachgesamtheit) | Himmelsfürst (Karte)    | 1705–1915 (Halde) | Einzeldenkmale in o. g. Sachgesamtheit: Halde, Reste der ehemaligen Fördereinrichtung sowie des Wassergöpel-Treibehauses mit Abzugsrösche und zugehörigem Mundloch, zwei Kunstgraben-Teilstücke, ein Bewetterungsschacht sowie Haldenstützmauern (siehe auch Sachgesamtheitsdokument „Brander Revier“ obj. 09208604 mit dem Sachgesamtheitsbestandteildokument „Himmelsfürst Fundgrube“ obj. 09208116); als Zeugnisse eines Förderhauptschachts sowie als Bestandteil der Aufschlagwasserversorgungsanlagen der Himmelsfürst Fundgrube von großer bergbauhistorischer Bedeutung | 09208669 |
| Direkt Bild zu diesem Denkmal hochladen | Herdflutgraben; Himmelsfürst Fundgrube; Brander Revier (Sachgesamtheit) | Himmelsfürst (Karte)    | 18. Jahrhundert (Kunstgraben) | Einzeldenkmal in o. g. Sachgesamtheit: Kunstgraben und zwei Röschenmundlöcher (siehe auch Sachgesamtheitsdokument „Brander Revier“ obj. 09208604 mit dem Sachgesamtheitsbestandteildokument „Himmelsfürst Fundgrube“ obj. 09208116); Kunstgraben zur Ableitung der Wäschwasser von den Erzwäschen der Himmelsfürst Fundgrube in die Striegis, noch in Funktion befindliche, bergbaugeschichtlich bedeutende Anlage | 09304687 |
| Direkt Bild zu diesem Denkmal hochladen | Brander Revier (Sachgesamtheit) | Langenau (Karte)        | | Sachgesamtheitsbestandteil der Sachgesamtheit Brander Revier: Bergbauanlagen sowie bergbauwasserwirtschaftliche Anlagen im Gemeindegebiet von Brand-Erbisdorf und den zugehörigen Ortsteilen Himmelsfürst, Langenau, Linda und St. Michaelis, davon gehören zum Teilabschnitt OT Langenau: die Einzeldenkmale Halde und Haldenstützmauer des Glück auf Schachtes (Am Schacht obj. 08991313), zwei Kunstteiche und ein Kunstgraben (Buschhäuserweg obj. 08991262), ehemaliges Huthaus auf kleiner Halde sowie neun Rainsteine (Freistraße 6 obj. 09305221), ehemaliges Huthaus mit Scheidebank sowie Halde (Zur Hoffnung 5 obj. 08991306) und die Sachgesamtheitsteile Halden und Teichdamm (vgl. Aufzählung im Denkmaltext); als obertägige Zeugnisse des bedeutenden Erzbergbaus im Brander Revier von orts- und bergbauhistorischer sowie landschaftsbildprägender Bedeutung (siehe auch das Sachgesamtheitsdokument„Brander Revier“ obj. 09208604) | 09304709 |
|                                         | Sachgesamtheit Königlich-Sächsische Triangulierung („Europäische Gradmessung im Königreich Sachsen“); Station 89 Langenauer Tännicht                                                               | Langenau (Karte)        | bezeichnet 1868 (Triangulationsstein) | Triangulationssäule; Station 2. Ordnung, bedeutendes Zeugnis der Geodäsie des 19. Jahrhunderts, vermessungsgeschichtlich von Bedeutung übermalt, 1, 80 m hoch | 08991310 |
| Direkt Bild zu diesem Denkmal hochladen | Brücke | Langenau (Karte)        | 19. Jahrhundert (Straßenbrücke) | von verkehrsgeschichtlicher Bedeutung | 08991265 |
| Direkt Bild zu diesem Denkmal hochladen | Holzwarenfabrik „Lipsia“ Eichner & Heinicke (ehem.) | Langenau (Karte)        | 1903 (Fabrikanlage); 2. Hälfte 19. Jahrhundert (Wohnhaus) | Ehemalige Holzwarenfabrik mit Wohnhaus und drei anschließenden Werkstattbzw. Fabrikgebäuden; markanter kleiner Fabrikkomplex in zeittypischer Bauweise von regionalgeschichtlicher Bedeutung | 09304392 |
| Direkt Bild zu diesem Denkmal hochladen | Bahnhof Langenau (Sachs); Eisenbahnstrecke Berthelsdorf – Großhartmannsdorf mit Abzw Brand – Langenau                                                                                              | Langenau (Karte)        | um 1890 (Empfangsgebäude) | Bahnhof mit Ausstattungsteilen und technische Schauanlage sowie Güterabfertigungsgebäude und Gleiskörper (vom Prellbock bis zur Gemeindegrenze); verkehrsgeschichtliche und ortshistorische Bedeutung | 08991236 |
| Direkt Bild zu diesem Denkmal hochladen | Glück auf Schacht; Himmelsfürst Fundgrube; Brander Revier (Sachgesamtheit) | Langenau                | 1857–1970 (Betriebszeit des Schachtes) | Einzeldenkmal in o. g. Sachgesamtheit: Halde und Haldenstützmauer des Glück auf Schachtes (siehe die Sachgesamtheitsbestandteildokumente „Brander Revier“ im OT Langenau obj. 09304709 und zur „Himmelsfürst Fundgrube“ obj. 09208116 sowie das Sachgesamtheitsdokument „Brander Revier“ obj. 09208604); als eindrucksvolles Zeugnis der Grubenfelderweiterung der Himmelsfürst Fundgrube sowie als Halde eines Hauptschachts der zweiten Betriebsperiode zu DDR-Zeiten von besonderer bergbaugeschichtlicher und landschaftsbildprägender Bedeutung | 08991313 |
| Direkt Bild zu diesem Denkmal hochladen | Kursächsische Postmeilensäulen(Sachgesamtheit) | Langenau (Karte)        | bezeichnet 1727 (Ganzmeilensäule) | Postmeilensäule; Kopie der Ganzmeilensäule, verkehrsgeschichtliche Bedeutung | 08991302 |
| Direkt Bild zu diesem Denkmal hochladen | Straßenbrücke | Langenau (Karte)        | 19. Jahrhundert (Straßenbrücke) | kleine Natursteinbrücke über dem Zulauf zu den Langenauer Pochwerkteichen, von ortsgeschichtlichem Wert | 08991311 |
|                                         | Langenauer Pochwerkteiche; Langenauer Wasser; Himmelsfürster Wäschgraben (ehem.); Himmelsfürst Fundgrube; Brander Revier (Sachgesamtheit)                                                          | Langenau                | um 1570 (Teich); um 1565 (Kunstgraben) | Einzeldenkmale in o. g. Sachgesamtheit: zwei Kunstteiche, Rainsteine und ein Kunstgraben (siehe die Sachgesamtheitsbestandteildokumente „Brander Revier“ im OT Langenau obj. 09304709 und zur „Himmelsfürst Fundgrube“ obj. 09208116 sowie das Sachgesamtheitsdokument „Brander Revier“ obj. 09208604); landschaftsbildprägende Zeugnisse eines Speicherund Zuleitungssystems zur Wasserversorgung naher Gruben und Erzaufbereitungsanlagen, von bergbauhistorischer sowie ortsgeschichtlicher Bedeutung | 08991262 |
| Direkt Bild zu diesem Denkmal hochladen | Himmlisch Vater Erbstolln; Brander Revier (Sachgesamtheit) | Langenau                | 18. Jahrhundert (Huthaus); 18./19. Jahrhundert (Grenzstein) | Einzeldenkmale in o. g. Sachgesamtheit: ehemaliges Huthaus auf kleiner Halde sowie Rainsteine (siehe das Sachgesamtheitsbestandteildokument im OT Langenau obj. 09304709 sowie das Sachgesamtheitsdokument „Brander Revier“ obj. 09208604); südöstlichste Zeugnisse des Brander Reviers, bergbaugeschichtlich von Bedeutung sowie landschaftsbildprägend | 09305221 |
| Direkt Bild zu diesem Denkmal hochladen | Brücke | Langenau (Karte)        | 19. Jahrhundert (Straßenbrücke) | schlichte Steinbogenbrücke von ortsgeschichtlichem Wert | 08991267 |
| Direkt Bild zu diesem Denkmal hochladen | Gehegemühle (ehem.); Lochmühle | Langenau (Karte)        | nach 1755 und vor 1787 (als Stallgebäude erbaut), D; nach 1755 und vor 1787 (als Scheune erbaut)                                                               | Mauerreste der Mühle, Mühlgraben sowie ehem. Stall und Scheune; Putzbauten mit stattlicher Kubatur und markantem Mansarddach, Mühlgraben deutlich im Gelände erkennbar, von orts- und technikgeschichtlicher Bedeutung, durch Einbettung in das Wasserversorgungssystem des lokalen Bergbaus auch von bergbaugeschichtlicher Bedeutung | 08991254 |
| Direkt Bild zu diesem Denkmal hochladen | Dampfhammer | Langenau (Karte)        | | museal aufgestellter Schmiedehammer als technisches Denkmal, von technikgeschichtlicher und ortsgeschichtlicher Bedeutung | 08991288 |
| Direkt Bild zu diesem Denkmal hochladen | Dampfhammer | Langenau (Karte)        | 1930 (Maschine) | museal aufgestellter Schmiedehammer als technisches Denkmal, von technikgeschichtlicher und ortsgeschichtlicher Bedeutung | 08991289 |
| Direkt Bild zu diesem Denkmal hochladen | Hoffnung Gottes Fundgrube; Himmelsfürst Fundgrube; Brander Revier (Sachgesamtheit) | Langenau                | um 1780 (Huthaus) | Einzeldenkmale in o. g. Sachgesamtheit: ehemaliges Huthaus mit Scheidebank sowie Halde (siehe die Sachgesamtheitsbestandteildokumente „Brander Revier“ im OT Langenau obj. 09304709 und zur „Himmelsfürst Fundgrube“ obj. 09208116 sowie das Sachgesamtheitsdokument „Brander Revier“ obj. 09208604); trotz baulicher Veränderungen weiterhin von ortshistorischer und bergbaugeschichtlicher Bedeutung | 08991306 |
| Direkt Bild zu diesem Denkmal hochladen | Fürstenbrücke | Linda                   | 19. Jahrhundert (Straßenbrücke) | Steinbogenbrücke; verkehrshistorische Bedeutung | 09208598 |
| Direkt Bild zu diesem Denkmal hochladen | Brander Revier (Sachgesamtheit) | Linda (Karte)           | 1790 (Huthaus) | Sachgesamtheitsbestandteil der Sachgesamtheit Brander Revier: Bergbauanlagen sowie bergbauwasserwirtschaftliche Anlagen im Gemeindegebiet von Brand-Erbisdorf und den zugehörigen Ortsteilen Himmelsfürst, Langenau, Linda und St. Michaelis, davon gehören zum Teilabschnitt OT Linda: die Einzeldenkmale Thelersberger Stolln (Zur Schrödermühle obj. 09208657), Neuer Segen Gottes Stolln (Zum Segen Gottes obj. 09208658) und Sieben Planeten Kunstgraben mit Röschenmundloch, Reste einer Radstube auf dem Sieben Planeten Kunstschacht sowie Röschenmundloch des Weißhaldner Stolln mitsamt Abzugsgraben (Mittelweg 6 obj. 09304886) und die Sachgesamtheitsteile ehemaliges Huthaus der Sieben Planeten Fundgrube sowie Halde des Sieben Planeten Kunstschachtes, weiterhin Halden und Pingen auf dem Gebiet des Ortsteils Linda (Aufzählung siehe Denkmaltext); als obertägige Zeugnisse des bedeutenden Erzbergbaus im Brander Revier von orts- und bergbauhistorischer sowie landschaftsbildprägender Bedeutung (siehe auch das Sachgesamtheitsdokument „Brander Revier“ obj. 09208604) | 09208597 |
| Direkt Bild zu diesem Denkmal hochladen | Sieben Planeten Fundgrube; Brander Revier (Sachgesamtheit) | Linda                   | 1790/1791 (Radstube); 1790/1791 (Sieben Planeten Kunstgraben)                                                                                                  | Einzeldenkmale in o. g. Sachgesamtheit: Sieben Planeten Kunstgraben mit Röschenmundloch, Reste einer Radstube auf dem Sieben Planeten Kunstschacht sowie Weißhaldner Stolln mitsamt Stollnmundloch und Abzugsgraben (siehe das Sachgesamtheitsbestandteildokument „Brander Revier“ im OT Linda obj. 09208597 sowie das Sachgesamtheitsdokument „Brander Revier“ obj. 09208604); von bergbaugeschichtlicher, ortsgeschichtlicher sowie landschaftsbildprägender Bedeutung | 09304886 |
| Direkt Bild zu diesem Denkmal hochladen | Neuer Segen Gottes Stolln; Brander Revier (Sachgesamtheit) | Linda                   | bezeichnet 1817 (Mundloch) | Einzeldenkmale in o. g. Sachgesamtheit: Stollnmundloch mit vorgelagerter Halde und Wasserabzugsgraben (siehe das Sachgesamtheitsbestandteildokument „Brander Revier“ im OT Linda obj. 09208597 sowie das Sachgesamtheitsdokument „Brander Revier“ obj. 09208604); von bergbau- und ortshistorischer Bedeutung | 09208658 |
| Direkt Bild zu diesem Denkmal hochladen | Thelersberger Stolln; Brander Revier (Sachgesamtheit) | Linda                   | 1526–1850 (Thelersberger Stolln); 1838 (Stollen- und Röschenmundloch); bezeichnet 1840 (Brücke)                                                                | Einzeldenkmale in o. g. Sachgesamtheit: Stollnmundloch mit vorgelagerter Halde, Röschenmundloch, Wasserabzugsanlage aus Kanal und Rösche, Kunstgraben und einfacher Bogenbrücke (siehe das Sachgesamtheitsbestandteildokument „Brander Revier“ im OT Linda obj. 09208597 sowie das Sachgesamtheitsdokument „Brander Revier“ obj. 09208604); repräsentativ und aufwändig gestaltetes Stollenmundloch mit hoher Futtermauer aus Bruchstein sowie verwittertem Schlussstein mit Krone, daneben gemauerte Treppe zur Straße, aufwendige Wasserabzugsanlage mit Kunstgrabenund Striegisanschluss, von bergbau- und ortshistorischer Bedeutung | 09208657 |
| Direkt Bild zu diesem Denkmal hochladen | Brander Revier (Sachgesamtheit) | St. Michaelis (Karte)   | | Sachgesamtheitsbestandteil der Sachgesamtheit Brander Revier: Bergbauanlagen im Gemeindegebiet von Brand-Erbisdorf und den zugehörigen Ortsteilen Himmelsfürst, Langenau, Linda und St. Michaelis, davon gehören zum Teilabschnitt OT St. Michaelis: die Einzeldenkmale Huthaus, Inschriftenstein und Halde der Grube Hörnig und Berg Tabor (Brandweg 4 obj. 09208374), Huthaus, Kaue und Halde der Grube Trost Israel (Brandweg 10 obj. 09208198), Huthaus der Grube Himmelskrone (Knappenweg 3 obj. 09208139), Huthaus und Halde der Grube Drei Lilien (Talstraße 1 obj. 09208737), Huthaus der Grube Junge Breite Aue (Talstraße 9 obj. 09208625), Huthaus mit Bergschmiede und Halde der Matthias Fundgrube (Zur Goldenen Höhe 5 obj. 09208639) und die Sachgesamtheitsteile Teichdamm sowie Halden und Haldenzüge (Aufzählung siehe Denkmaltext); als obertägige Zeugnisse des bedeutenden Erzbergbaus im Brander Revier von orts- und bergbauhistorischer sowie landschaftsbildprägender Bedeutung (siehe auch das Sachgesamtheitsdokument „Brander Revier“ obj. 09208604) | 09304713 |
| Direkt Bild zu diesem Denkmal hochladen | Hörnig und Berg Tabor; Brander Revier (Sachgesamtheit) | St. Michaelis (Karte)   | Ende 17. Jahrhundert (Huthaus) | Einzeldenkmale in o. g. Sachgesamtheit: ehemaliges Huthaus, Inschriftenstein und Halde (siehe das Sachgesamtheitsbestandteildokument „Brander Revier“ im OT St. Michaelis obj. 09304713 sowie das Sachgesamtheitsdokument „Brander Revier“ obj. 09208604); von ortshistorischerund bergbaugeschichtlicher Bedeutung | 09208374 |
| Direkt Bild zu diesem Denkmal hochladen | Trost Israel; Brander Revier (Sachgesamtheit) | St. Michaelis           | 17. Jahrhundert (Huthaus) | Einzeldenkmale in o. g. Sachgesamtheit: Huthaus, Kaue und Halde (siehe das Sachgesamtheitsbestandteildokument „Brander Revier“ im OT St. Michaelis obj. 09304713 sowie das Sachgesamtheitsdokument „Brander Revier“ obj. 09208604); von ortshistorischer, bergbaugeschichtlicher sowie landschaftsbildprägender Bedeutung | 09208198 |
| Direkt Bild zu diesem Denkmal hochladen | Himmelskrone; Matthias Fundgrube; Brander Revier (Sachgesamtheit) | St. Michaelis           | 17. Jahrhundert (Huthaus) | Einzeldenkmal in o. g. Sachgesamtheit: ehemaliges Huthaus (siehe das Sachgesamtheitsbestandteildokument „Brander Revier“ im OT St. Michaelis obj. 09304713 sowie das Sachgesamtheitsdokument „Brander Revier“ obj. 09208604); von ortshistorischer und bergbaugeschichtlicher Bedeutung | 09208139 |
| Direkt Bild zu diesem Denkmal hochladen | Drei Lilien; Brander Revier (Sachgesamtheit) | St. Michaelis           | vmtl. Anfang 18. Jahrhundert (Huthaus) | Einzeldenkmale in o. g. Sachgesamtheit: ehemaliges Huthaus auf kleiner Halde (siehe das Sachgesamtheitsbestandteildokument „Brander Revier“ im OT St. Michaelis obj. 09304713 sowie das Sachgesamtheitsdokument „Brander Revier“ obj. 09208604); von ortsbauhistorischer und bergbaugeschichtlicher Bedeutung | 09208737 |
| Direkt Bild zu diesem Denkmal hochladen | Junge Breite Aue; Matthias Fundgrube; Brander Revier (Sachgesamtheit) | St. Michaelis           | vmtl. 16. Jahrhundert, später verändert (Huthaus) | Einzeldenkmale in o. g. Sachgesamtheit: ehemaliges Huthaus (siehe das Sachgesamtheitsbestandteildokument „Brander Revier“ im OT St. Michaelis obj. 09304713 sowie das Sachgesamtheitsdokument „Brander Revier“ obj. 09208604); zeitund ortstypisches Gebäude in weitgehend originalem Zustand, von bergbauhistorischer, baugeschichtlicher und ortsbildprägender Bedeutung | 09208625 |
| Direkt Bild zu diesem Denkmal hochladen | Gaststätte „Goldene Höhe“ (ehem.); Matthias Kunstund Treibeschacht (urspr.); Matthias Fundgrube; Einigkeit Fundgrube; Brander Revier (Sachgesamtheit)                                              | St. Michaelis           | 1835/1836 (Huthaus mit Bergschmiede); 18./19. Jahrhundert (Halde)                                                                                              | Einzeldenkmale in o. g. Sachgesamtheit: ehemaliges Huthaus mit Bergschmiede und Halde (siehe das Sachgesamtheitsbestandteildokument „Brander Revier“ im OT St. Michaelis obj. 09304713 sowie das Sachgesamtheitsdokument „Brander Revier“ obj. 09208604); von ortshistorischer und bergbaugeschichtlicher Bedeutung | 09208639 |

## Burgstädt, Stadt
| Bild                                    | Bezeichnung | Lage                                          | Datierung | Beschreibung | ID       |
| --------------------------------------- | --- | --------------------------------------------- | --- | --- | -------- |
| Weitere Bilder                          | Eisenbahnviadukt | Burgstädt (Karte)                             | | Eisenbahnviadukt | 09232716 |
| Weitere Bilder                          | Taurasteinturm | Burgstädt (Karte)                             | 1914 (Wasserturm) | Aussichtsund Wasserturm; baugeschichtlich und ortsgeschichtlich von Bedeutung, Wahrzeichen Burgstädts | 09232665 |
| Weitere Bilder                          | Sachgesamtheit Königlich-Sächsische Triangulierung („Europäische Gradmessung im Königreich Sachsen“); Station 93 Taurastein | Burgstädt (Karte)                             | bezeichnet 1875 (Triangulationssäule) | Triangulationssäule; Station 2. Ordnung, bedeutendes Zeugnis der Geodäsie des 19. Jahrhunderts, vermessungsgeschichtlich von Bedeutung | 09232664 |
| Weitere Bilder                          | Rathaus | Burgstädt (Karte)                             | 1763 (Rathaus) | Rathaus, mit zwei Seitenflügeln zum Hof und rückwärtiger Toranlage; ehemaliges Wohn- und Manufakturgebäude von Johann Friedrich Wagner, barocker Gebäudekomplex, um einen rechteckigen Innenhof angeordnet, seit 1848 Rathaus, baugeschichtlich, baukünstlerisch und ortsgeschichtlich von Bedeutung                  | 09232618 |
| Direkt Bild zu diesem Denkmal hochladen | Steinbrücke, Zufahrtsbrücke zum Grundstück Burkersdorfer Str. 182                                                           | Burgstädt (Karte)                             | bezeichnet 1840 (Zufahrtsbrücke) | Steinbrücke, Zufahrtsbrücke zum Grundstück Burkersdorfer Str. 182 | 09232624 |
| Weitere Bilder                          | Ehemaliges Bahnwärterhaus mit Nebengebäude                                                                                  | Burgstädt (Karte)                             | | Ortsausgang, an Bahnstrecke bei Mohsdorf | 09232615 |
| Direkt Bild zu diesem Denkmal hochladen | Steinbogenbrücke, Zufahrtsbrücke zu den Grundstücken Burkersdorfer Str. 199 und 201                                         | Burgstädt (Karte)                             | 1848 (Zufahrtsbrücke) | Steinbogenbrücke, Zufahrtsbrücke zu den Grundstücken Burkersdorfer Str. 199 und 201 | 09232640 |
| Direkt Bild zu diesem Denkmal hochladen | Firma Paul Wagener (ehem.)                                                                                                  | Burgstädt (Karte)                             | um 1905 bis um 1920 (verschiedene Bauperioden) | Wohn- und Verwaltungsgebäude, Fabrikgebäude mit Einfriedung | 09232650 |
| Direkt Bild zu diesem Denkmal hochladen | Baumwollspinnerei (ehem.)                                                                                                   | Burgstädt (Karte)                             | 1896 (Spinnerei) | Fabrikkomplex | 09232641 |
| Direkt Bild zu diesem Denkmal hochladen | Graziella (ehem.) | Burgstädt (Karte)                             | um 1910 (Textilindustrie) | Gebäudekomplex der ehemaligen Textilfabrik; heute „Don Bosco Jugendwerk“ | 09232916 |
|                                         | Ehemalige Textilmanufaktur, heute Wohnhaus und Nebengebäude                                                                 | Burgstädt (Karte)                             | 1719 (ehem. Textilmanufaktur) | Ehemalige Textilmanufaktur, heute Wohnhaus und Nebengebäude | 09232684 |
|                                         | Franz-Enghardt-Heiersdorfer Walzenmühle (ehem.)                                                                             | Burgstädt (Karte)                             | 1945–1946, bezeichnet 1946 (Getreidemühle); 1965, Aggregat auf dem Sichterboden (Aspirateur); 1979 (Dunstund Grießputzmaschine); um 1930 (Walzenstuhl); 1945–1946 (Walzenstuhl) | Mühlengebäude mit Büro, Silo und technischer Ausstattung sowie angebautem Müllerwohnhaus; markanter Mühlenkomplex mit kompletter Müllereitechnik von technikgeschichtlicher und ortsgeschichtlicher Bedeutung | 09232689 |
| Direkt Bild zu diesem Denkmal hochladen | Seidenmanufaktur (ehem.); Druckerei des Sozialdemokraten                                                                    | Burgstädt (Karte)                             | 1743 (ehem. Seidenmanufaktur); um 1800 (spätere Druckerei) | Ehemalige Seidenmanufaktur: heute Wohnhaus mit zwei Seitenflügeln und der ehemaligen Druckerei der Zeitung „Der Sozialdemokrat“ (im ehem. Nebengebäude der Manufaktur) sowie kleines Hintergebäude und Torbogen, Tor und Pforte                                                                                       | 09232704 |
| Direkt Bild zu diesem Denkmal hochladen | Villa mit Fabrik | Burgstädt Mittweidaer Straße 5 (Karte)        | um 1900 (Fabrikgebäude); um 1900 (Villa) | Villa mit Fabrik | 09232738 |
|                                         | Villa mit Fabrik | Burgstädt Mittweidaer Straße 6 (Karte)        | um 1890 (Villa); um 1890 (Fabrikgebäude) | Villa mit Fabrik | 09232739 |
|                                         | Firma Seifert, Babywäscheproduktion (ehem.)                                                                                 | Burgstädt Mittweidaer Straße 7 (Karte)        | um 1900 (Fabrikgebäude); um 1915 (Kontorgebäude) | Fabrikgebäude sowie Kontor- und Fabrikationsgebäude; Gebäudekomplex von stadtgeschichtlicher und technikgeschichtlicher Bedeutung | 09232740 |
| Weitere Bilder                          | Königlich-Sächsische Meilensteine (Sachgesamtheit)                                                                          | Burgstädt Mittweidaer Straße 31 (bei) (Karte) | nach 1858 (Halbmeilenstein) | Meilenstein; Halbmeilenstein, später Flurgrenzstein, verkehrsgeschichtlich von Bedeutung | 09232743 |
| Weitere Bilder                          | Eisenbahnstrecke Chemnitz -Wechselburg; Chemnitztalbahn                                                                     | Mohsdorf (Karte)                              | 1900–1902 (Eisenbahnbrücke) | Zwei Eisenbahnbrücken, Querung der Chemnitz; Fachwerkbrücke auf Betonpfeilern aus der Erbauungszeit der Strecke von verkehrsgeschichtlicher und regionalgeschichtlicher Bedeutung | 09302227 |
| Direkt Bild zu diesem Denkmal hochladen | Chemnitztalbahn; Eisenbahnstrecke Wechselburg – Küchwald                                                                    | Mohsdorf (Karte)                              | 1900–1902 (Eisenbahnbrücke); 1900–1901 (Eisenbahntunnel) | Eisenbahnbrücke über die Chemnitztalstraße und den Chemnitzfluss sowie Eisenbahntunnel; zeittypische Ingenieurbauten aus der Erbauungszeit der Strecke von verkehrsgeschichtlicher und regionalgeschichtlicher Bedeutung                                                                                              | 09302228 |
| Direkt Bild zu diesem Denkmal hochladen | Sachgesamtheit Spinnerei C.A. Tetzner & Söhne                                                                               | Mohsdorf (Karte)                              | seit 1849 (Spinnerei Fa. Tetzner) | Sachgesamtheit Spinnereianlage im Chemnitztal, bestehend aus alter Anlage mit Kontor-, Fabrikund Wirtschaftsgebäude (direkt am Ufer der Chemnitz stehend) sowie neuerem Fabrikgebäude (Klinkerbau), alle noch erhaltenen Teile sind Sachgesamtheitsteile; Teile einer Anlage von großer ortsgeschichtlicher Bedeutung | 09233377 |

## Claußnitz
| Bild                                    | Bezeichnung                                                                                               | Lage                                | Datierung | Beschreibung | ID       |
| --------------------------------------- | --- | ----------------------------------- | --- | --- | -------- |
| Weitere Bilder                          | Kursächsische Postmeilensäulen (Sachgesamtheit)                                                           | Claußnitz (Karte)                   | 1726 (Halbmeilensäule) | Postmeilensäule; restaurierte und ergänzte Halbmeilensäule, verkehrsgeschichtlich von Bedeutung | 09232837 |
| Weitere Bilder                          | Kursächsische Postmeilensäulen (Sachgesamtheit)                                                           | Diethensdorf (Karte)                | 1726, Reststück (Ganzmeilensäule) | Postmeilensäule; Teilkopie einer Ganzmeilensäule, an der Poststraße Rochlitz -Chemnitz, verkehrsgeschichtlich von Bedeutung | 09232885 |
| Direkt Bild zu diesem Denkmal hochladen | Diethensdorfer Mühle                                                                                      | Diethensdorf (Karte)                | um 1800 (Mühle); 1. Hälfte 19. Jahrhundert (Seitengebäude nahe Unterer Haup); 19. Jahrhundert (kleine Bruchsteinscheune); bezeichnet 1820 (große Scheune); 2. H. 19. Jahrhundert (Fachwerkschuppen) | Ehemaliges Mahlmühlengebäude, ein Seitengebäude, ein Schuppen, zwei Scheunen, 6 Zaunpfeiler und 6 Rosskastanien sowie Mühlgraben mit Straßenbrücke (Überführung Untere Hauptstraße) einer ehemaligen Getreidemühle; baugeschichtlich und ortsgeschichtlich von Bedeutung                                                                                      | 09232889 |
|                                         | Mühlengebäude (Nr. 7), Wohnstallhaus (Nr. 13) und Seitengebäude (Nr. 5) einer ehemaligen Ölund Brettmühle | Markersdorf (Karte)                 | 1750/1814 (Mühle); 2. Hälfte 18. Jahrhundert (Wohnstallhaus); 1. Hälfte 19. Jahrhundert (Seitengebäude)                                                                                             | Mühlengebäude Obergeschoss Fachwerk verputzt, Satteldach, Wohnstallhaus Obergeschoss Fachwerk verputzt, Krüppelwalmdach, Seitengebäude vermutlich Fachwerk im Obergeschoss, Krüppelwalmdach, baugeschichtlich, ortsgeschichtlich und technikgeschichtlich von Bedeutung, baugeschichtlich von Bedeutung                                                       | 09233322 |
| Weitere Bilder                          | Eisenbahnstrecke Chemnitz -Wechselburg; Chemnitztalbahn                                                   | Markersdorf (Karte)                 | vermutlich 1902 (Eisenbahnbrücke) | Eisenbahnbrücke über die Chemnitz; dreibogige Steinbrücke, zeittypische Konstruktion von baugeschichtlichem und verkehrsgeschichtlichem Wert, baugeschichtlich von Bedeutung | 09302225 |
| Weitere Bilder                          | Bahnhof Markersdorf-Taura; Eisenbahnstrecke Chemnitz -Wechselburg; Chemnitztalbahn                        | Markersdorf Hauptstraße 100 (Karte) | um 1902 (Empfangsgebäude); um 1902, ehem. Raiffeisengebäude (Güterabfertigung); um 1902 (Bahnmeisterei); um 1902 (Wasserhaus mit Wasserhochbehälter)                                                | Empfangsgebäude mit Bahnhofsuhr (zurzeit im Bahnhof Chemnitz eingelagert), Güterabfertigung (Raiffeisengebäude) mit Inneneinrichtung, Wasserhaus mit Wasserhochbehälter, Bahnmeisterei sowie Schienen im Bereich des Bahnhofs; gut erhaltener Personenbahnhof, eisenbahngeschichtlich und regionalgeschichtlich von Bedeutung, baugeschichtlich von Bedeutung | 09233326 |

## Döbeln, Stadt
| Bild                                    | Bezeichnung                                                               | Lage               | Datierung                                                                       | Beschreibung | ID       |
| --------------------------------------- | ------------------------------------------------------------------------- | ------------------ | ------------------------------------------------------------------------------- | --- | -------- |
| Direkt Bild zu diesem Denkmal hochladen | Eisenbahnbrücke über die Freiberger Mulde                                 | Döbeln (Karte)     |                                                                                 | landschaftsprägende Eisenbahnbrücke, verkehrstechnisches Zeugnis | 09206261 |
| Direkt Bild zu diesem Denkmal hochladen | Eisenbahnbrücke und Stützmauer an Strecke Leipzig-Döbeln                  | Döbeln (Karte)     | um 1850 (Eisenbahnbrücke)                                                       | technikgeschichtlich von Bedeutung, die Brücke ist außerordentlich landschaftsgestaltend | 09206481 |
| Direkt Bild zu diesem Denkmal hochladen | Brücke                                                                    | Döbeln (Karte)     | 19. Jahrhundert (Straßenbrücke)                                                 | verkehrstechnisches Zeugnis, aus Bruchsteinen errichtet, rundbogige Brücke | 09206266 |
| Weitere Bilder                          | Hauptbahnhof Döbeln                                                       | Döbeln (Karte)     | 1869/1870 (Empfangsgebäude); 1886 (Bahnsteig); 1894 (Schachtabdeckung)          | Bahnhof mit Bahnsteigüberdachung sowie eine Kanalabdeckung neben dem Bahnhof; baugeschichtlich und ortsgeschichtlich von Bedeutung, repräsentatives Gebäude in neogotischen und neoromanischen Formen, straßenbildprägender Bau mit zwei wuchtigen Türmen | 09206250 |
| Direkt Bild zu diesem Denkmal hochladen | Gartenhaus (ursprünglich zum Grundstück der Appretur gehörend)            | Döbeln (Karte)     | 1877 (Gartenhaus)                                                               | Gartenhäuschen von 1877 in originalem Zustand (aber mit Holz verkleidet), stadtgeschichtlich bedeutsam | 09206041 |
| Direkt Bild zu diesem Denkmal hochladen | Bahnbrücke Wasserwerk; Schmalspurbahn Wilsdruff–Gärtitz; Rübenbahn (sog.) | Döbeln (Karte)     | vmtl. 1911 (Eisenbahnbrücke)                                                    | Eisenbahnbrücke; eines der wenigen erhaltenen Zeugnisse im Streckenverlauf der regional bedeutenden Rübenbahn gehörig, von eisenbahngeschichtlicher und baugeschichtlicher Bedeutung | 09206502 |
| Direkt Bild zu diesem Denkmal hochladen | Bahnhof Döbeln-Nord; früher Bahnhof Großbauchlitz                         | Döbeln (Karte)     | um 1880 (Empfangsgebäude)                                                       | Bahnhof; baugeschichtlich und ortsgeschichtlich von Bedeutung, Putzbau, welcher für die Bahnarchitektur eine sehr typische Gestaltung aufweist, in gutem Originalzustand, verkehrsgeschichtliches Zeugnis | 09206259 |
| Direkt Bild zu diesem Denkmal hochladen | Hydrant                                                                   | Döbeln (Karte)     | um 1900 (Hydrant)                                                               | original erhaltener Löschwasserhydrant aus der Jahrhundertwende, technikgeschichtlich von Bedeutung | 09207587 |
| Weitere Bilder                          | Königlich-Sächsische Meilensteine (Sachgesamtheit)                        | Döbeln (Karte)     | nach 1858 (Halbmeilenstein)                                                     | Meilenstein; Halbmeilenstein, von verkehrsgeschichtlicher Bedeutung | 09206511 |
|                                         | Rotunda-Bau                                                               | Döbeln (Karte)     | 1941 (Fabrikgebäude)                                                            | Metall- und Lackwarenfabrik der Firma Johannes Großfuß; Industriekomplex aus verschiedenen Bauphasen (bis auf den hochwertigen Kopfbau abgebrochen), architektonisch besonders hochwertig der Rotunda-Bau von überregionaler architekturgeschichtlicher Bedeutung (Architekt: Werner Retzlaff), Gestaltung in der Formensprache des Bauhauses, ortsbildprägende Anlage | 09206450 |
| Weitere Bilder                          | Holländermühle Döbeln und Aussichtsturm (sog. Holländerturm)              | Döbeln (Karte)     | 1900 (Aussichtsturm); 1874 (Mühle)                                              | Aussichtsturm und benachbarter Turmholländer (Unterbau); technikgeschichtlich von Bedeutung, sogenannter Holländerturm, wichtig als Landmarke, Aussichtsturm aus Backstein von gestalterischer Qualität mit Blendarkaden, Turm steht neben der Ruine einer Holländermühle                                                                                              | 09206443 |
| Weitere Bilder                          | Niederbrücke                                                              | Döbeln (Karte)     | um 1930/1950 (Straßenbrücke)                                                    | Brücke; baugeschichtlich und technikgeschichtlich von Bedeutung, aus Porphyrbruchsteinen in Rundbogen mit Schlussstein, gemauerte Brücke über den Flutgraben, Sandsteinbossenrustika | 09206344 |
| Weitere Bilder                          | Obermühle                                                                 | Döbeln (Karte)     | bezeichnet 1866 (Wohnhaus)                                                      | Wohnhaus in halboffener Bebauung und Seitengebäude; schlichter Putzbau aus Bruchsteinen errichtet, originale Fenstergewände, ortsgeschichtlich als ehemalige Obermühle von Bedeutung, schönes Portal | 09206180 |
| Direkt Bild zu diesem Denkmal hochladen | Fabrikgebäude in offener Bebauung                                         | Döbeln (Karte)     | um 1900 (Fabrikgebäude)                                                         | industriegeschichtliches Zeugnis mit qualitätvoller Fassade in städtebaulich exponierter Situation | 09206459 |
| Direkt Bild zu diesem Denkmal hochladen | Straßenbahnwagen zur Personenbeförderung                                  | Döbeln (Karte)     | 1899 (Straßenbahn)                                                              | Wagen Nr. 1 der Meißner Straßenbahn, jetzt im Besitz des Traditionsvereins Döbelner Pferdebahn e. V., verkehrs- und technikgeschichtlich bedeutsam | 09299724 |
|                                         | Mühle und Wohnhaus in offener Bebauung                                    | Döbeln (Karte)     | im Kern 17. Jahrhundert, mehrfach verändert (Mühle)                             | Mühlengebäude mit sehr alter Bausubstanz, Renaissance-Fenstergewände, zahlreiche Bauveränderungen, technik- und ortsgeschichtlich von Bedeutung | 09206177 |
| Weitere Bilder                          | Oberbrücke                                                                | Döbeln (Karte)     | 1913 (Straßenbrücke)                                                            | Brücke über die Freiberger Mulde; baukünstlerisch von Bedeutung, zweibogige Porphyrbrücke, Schlusssteine mit figürlichen Reliefs (Frösche), Zeugnis der Verkehrsgeschichte | 09206046 |
| Weitere Bilder                          | Staupitzmühle                                                             | Döbeln (Karte)     | bezeichnet 1800 (Mühle)                                                         | Wohnhaus und Mühle in offener Bebauung; technikgeschichtlich von Bedeutung, original erhaltenes, spätbarockes Wohnhaus mit markantem Schopfwalmdach und Stichbogenportal, ortsgeschichtlich als alte Mühle von Bedeutung, fünfgeschossiger Putzbau (Speicher) auf schmaler Muldeninsel                                                                                 | 09206040 |
| Direkt Bild zu diesem Denkmal hochladen | Städtisches Elektrizitätswerk                                             | Döbeln (Karte)     | um 1900 (Kraftwerk)                                                             | gründerzeitlicher Gebäudekomplex mit Klinkergliederung, Zierfachwerkgiebel, bau- und technikgeschichtlich interessant | 09206306 |
| Direkt Bild zu diesem Denkmal hochladen | Gießerei                                                                  | Döbeln (Karte)     | um 1910 (Gießerei)                                                              | technikgeschichtlich bedeutsamer Bau mit interessanter Fassadengestaltung, erste Gießerei von Döbeln | 09206407 |
|                                         | Ostbahnhof Döbeln                                                         | Döbeln (Karte)     | 19. Jahrhundert (Personenbahnhof)                                               | Bahnhof; verkehrs- und ortsgeschichtlich bedeutender Bau in städtebaulich markanter Lage, schlichter Putzbau in gutem Originalzustand | 09206423 |
| Direkt Bild zu diesem Denkmal hochladen | Wehr                                                                      | Döbeln (Karte)     | um 1930 (Wehr)                                                                  | technikgeschichtlich interessantes Wehr, landschaftsprägend | 09206467 |
| Weitere Bilder                          | Viadukt Limmritz; Eisenbahnstrecke Riesa -Chemnitz                        | Limmritz (Karte)   | 1846–1852 (Viadukt)                                                             | Eisenbahnviadukt; vierzehnbogiger Viadukt über die Zschopau von großer baugeschichtlicher, landschaftsprägender und verkehrsgeschichtlicher Bedeutung | 09208041 |
| Weitere Bilder                          | Bahnhof Limmritz; Eisenbahnstrecke Riesa -Chemnitz                        | Limmritz (Karte)   | 1897 (Empfangsgebäude)                                                          | Empfangsgebäude mit Wartehallenanbau; gut erhaltenes Empfangsgebäude -Typenbau in gutem Originalzustand, ortshistorische und verkehrsgeschichtliche Bedeutung | 09208037 |
| Direkt Bild zu diesem Denkmal hochladen | Freiberger-Mulde-Brücke                                                   | Limmritz (Karte)   | 1870–1871 (Straßenbrücke)                                                       | Brücke; verkehrsgeschichtlich bedeutende dreibogige Steinbrücke über die Freiberger Mulde, landschaftsprägend | 09206466 |
| Direkt Bild zu diesem Denkmal hochladen | Brücke                                                                    | Mochau (Karte)     | bezeichnet 1800 (Straßenbrücke)                                                 | Überführung des Verbindungsweges zwischen Kirchstraße und Meißner Straße über die Jahna, einjochige Bruchsteinbrücke, Dokument der historischen Wegestruktur, ortsgeschichtlich bedeutsam | 09208821 |
| Direkt Bild zu diesem Denkmal hochladen | Mühle Simselwitz                                                          | Simselwitz (Karte) | bezeichnet 1806 (Kern älter)                                                    | Mühle; von technik- und ortsgeschichtlicher Bedeutung, mit kompletter, technischer Ausstattung, hofseitig Fachwerk, gesamtes Gebäude mit alten Möbeln ausgestattet | 09208836 |
| Direkt Bild zu diesem Denkmal hochladen | Freiberger-Mulde-Brücke                                                   | Technitz (Karte)   | 1870–1871 (Straßenbrücke)                                                       | Brücke; verkehrsgeschichtlich bedeutende dreibogige Steinbrücke über die Freiberger Mulde, landschaftsprägend | 09206466 |
| Direkt Bild zu diesem Denkmal hochladen | Wegestein                                                                 | Theeschütz (Karte) |                                                                                 | von regionalgeschichtlicher Bedeutung | 09208940 |
| Direkt Bild zu diesem Denkmal hochladen | Ehemalige Dorfschmiede, heute Wohnhaus                                    | Töpeln (Karte)     | 1. H. 19. Jahrhundert (Schmiede)                                                | typisches Gebäude einer Dorfschmiede mit intakten Fachwerk-Obergeschoss, von kulturgeschichtlicher und ortsgeschichtlicher Bedeutung | 09208062 |
| Direkt Bild zu diesem Denkmal hochladen | Töpelmühle                                                                | Töpeln (Karte)     | bezeichnet 1863 (Mühle)                                                         | Ehemalige Mühle (ohne technische Ausstattung) mit Hofpflasterung und Teil des ehemaligen Mühlgrabens; imposantes Mühlengebäude von orts- und technikgeschichtlicher Bedeutung | 09208054 |
|                                         | Mühle, Villa mit Anbau, zwei Seitengebäude und Speicher, Schleuse         | Töpeln (Karte)     | Mitte 19. Jahrhundert (Mühle); um 1880 (Villa); bezeichnet 1900 (Seitengebäude) | großes Mühlenanwesen mit ortsbildprägendem Speichergebäude, von orts- und technikgeschichtlicher Bedeutung | 09208049 |

## Dorfchemnitz
| Bild                                    | Bezeichnung                                | Lage                 | Datierung                                     | Beschreibung | ID       |
| --------------------------------------- | ------------------------------------------ | -------------------- | --------------------------------------------- | --- | -------- |
| Direkt Bild zu diesem Denkmal hochladen | Wegesäule                                  | Dorfchemnitz (Karte) | 1845 (Wegestein)                              | verkehrsgeschichtlicher Wert | 09247534 |
| Direkt Bild zu diesem Denkmal hochladen | Wegesäule                                  | Dorfchemnitz (Karte) | 1840 (Wegestein)                              | verkehrsgeschichtlich und ortsgeschichtlich bedeutsam | 09247598 |
| Direkt Bild zu diesem Denkmal hochladen | Schneidemühle; Stuhlfabrik Ruscher (ehem.) | Dorfchemnitz (Karte) | vor 1900 (Stuhlfabrik); um 1910 (Wohnhaus)    | Wohnhaus und Stuhlfabrik einschließlich technischer Ausstattung; ehemalige Schneidemühle mit Fabrikgebäude, später Stuhlfabrik „Hermann Ruscher“, ursprünglich kleinere holzverarbeitende Fabrik, traditionelle Putzbauten in gutem Originalzustand, baugeschichtlich von Bedeutung | 09247561 |
| Weitere Bilder                          | Eisenhammer Dorfchemnitz                   | Dorfchemnitz (Karte) | um 1900 (Hammerherrenhaus); 1567 (Hammerwerk) | Eisenhammer mit Hammerwerksgebäude einschließlich technischer Ausstattung, Hammerherrenhaus sowie Mühlgraben einschließlich Wehr; authentisch erhaltenes Ensemble von großer industriegeschichtlicher, ortsgeschichtlicher und technikgeschichtlich Bedeutung                       | 09247562 |
| Direkt Bild zu diesem Denkmal hochladen | Wenzelmühle                                | Dorfchemnitz (Karte) | um 1880/1900 (Mühle)                          | Ehemalige Mühle; Putzbau über Uförmigem Grundriss, ortshistorisch und industriegeschichtlich bemerkenswertes Bauwerk | 09247542 |
| Direkt Bild zu diesem Denkmal hochladen | Wegesäule                                  | Voigtsdorf (Karte)   | 1851 (Wegestein)                              | nicht mehr am Originalstandort stehend, von geschichtlicher Bedeutung | 09247575 |
| Direkt Bild zu diesem Denkmal hochladen | Alte Mühle                                 | Voigtsdorf (Karte)   | um 1800 (Mühle)                               | Mühle; heute Gaststätte und Pension „Alte Mühle“, traditionelles Fachwerkhaus in gutem Originalzustand, von städtebaulicher und baugeschichtlicher Bedeutung | 09247576 |

## Eppendorf
| Bild                                    | Bezeichnung | Lage              | Datierung           | Beschreibung                                                                                            | ID       |
| --------------------------------------- | ----------- | ----------------- | ------------------- | --- | -------- |
| Direkt Bild zu diesem Denkmal hochladen | Oelmühle    | Eppendorf (Karte) | nach 1700 (Ölmühle) | Ehemalige Ölmühle mit technischer Ausstattung; ortsgeschichtlich und technikgeschichtlich von Bedeutung | 09240694 |

## Erlau
| Bild                                    | Bezeichnung | Lage                   | Datierung                                                                                             | Beschreibung | ID       |
| --------------------------------------- | --- | ---------------------- | --- | --- | -------- |
| Direkt Bild zu diesem Denkmal hochladen | Teupelmühle | Crossen (Karte)        | 1737 (Seitengebäude); um 1800 (Scheune); um 1750 (Bauernhaus)                                         | Schneid- und Mahlmühle mit Wohnstallhaus und kompletter Mahlmühleneinrichtung, Seitengebäude mit Bergkeller und Scheune, Mühlgraben und Mühlenkanal mit allen Wasserbauten; original erhaltener Mühlenkomplex mit ortsbildprägender Bedeutung | 09236186 |
| Weitere Bilder                          | Bahnhof Erlau; Eisenbahnstrecke Riesa -Chemnitz                                                                        | Erlau (Karte)          | 1890/91 (Personenbahnhof); um 1880 (Empfangsgebäude)                                                  | Empfangsgebäude, Nebengebäude und ehemaliger Fachwerkgüterschuppen; zeittypische Bahnhofsgebäude mit charakteristischer, original erhaltener Gestaltung, eisenbahngeschichtlich, baugeschichtlich und ortsgeschichtlich von Bedeutung         | 09236278 |
| Weitere Bilder                          | Kursächsische Postmeilensäulen (Sachgesamtheit)                                                                        | Erlau (Karte)          | bezeichnet 1722, Kopie (Ganzmeilensäule)                                                              | Postmeilensäule; Kopie einer Ganzmeilensäule, verkehrsgeschichtlich von Bedeutung | 09299775 |
|                                         | Alte Schmiede | Erlau (Karte)          | um 1800 (Schmiede)                                                                                    | landschaftstypisches Fachwerkwohnhaus mit angebauter Werkstatt in hervorragendem Originalzustand mit ortsbildprägender Bedeutung, am Wohnhaus Fachwerk auch im Erdgeschoss erhalten, baugeschichtlich und ortsgeschichtlich von Bedeutung     | 09236302 |
| Weitere Bilder                          | Sachgesamtheit Königlich-Sächsische Triangulierung („Europäische Gradmessung im Königreich Sachsen“); Station 99 Erlau | Erlau (Karte)          | bezeichnet 1869 (Triangulationssäule)                                                                 | Triangulationssäule; Station 2. Ordnung, bedeutendes Zeugnis der Geodäsie des 19. Jahrhunderts, vermessungsgeschichtlich von Bedeutung | 09299776 |
| Direkt Bild zu diesem Denkmal hochladen | Funkenmühle | Milkau (Karte)         | Ende 18. Jahrhundert (Mühle)                                                                          | Wohnmühlenhaus eines Mühlenanwesens; straßenbildprägender Fachwerkbau, baugeschichtlich und ortsgeschichtlich von Bedeutung | 08960009 |
| Direkt Bild zu diesem Denkmal hochladen | Transformatorenhäuschen                                                                                                | Milkau (Karte)         | um 1920 (Transformatorenstation)                                                                      | charakteristisch für die Gegend, Zeugnis für Elektrifizierung des Ortes, technikgeschichtlich von Bedeutung | 08960014 |
| Direkt Bild zu diesem Denkmal hochladen | Singermühle | Sachsendorf (Karte)    | Mitte 19. Jahrhundert (Wohnhaus); um 1890 (Wohnstallhaus); um 1890 (Seitengebäude); um 1890 (Scheune) | Wohnstallhaus (Nr. 1), Wohnhaus (Nr. 2), Scheune und Seitengebäude eines Mühlenanwesens; regionaltypischer Vierseithof, baugeschichtlich, ortsgeschichtlich und technikgeschichtlich von Bedeutung                                            | 08960050 |
| Weitere Bilder                          | Obstmühle | Sachsendorf (Karte)    | Schlussstein bezeichnet 1738 (Mühle)                                                                  | Wohnstallhaus, drei Seitengebäude und Handschwengelpumpe eines Mühlenanwesens, mit Hausbäumen; ausgezeichnet erhaltenes Ensemble der Holzbauweise, malerisch im Aubachtal gelegen, baugeschichtlich und ortsgeschichtlich von Bedeutung       | 08960048 |
| Weitere Bilder                          | Königlich-Sächsische Meilensteine (Sachgesamtheit)                                                                     | Schweikershain (Karte) | nach 1858 (Halbmeilenstein)                                                                           | Meilenstein; Halbmeilenstein, verkehrsgeschichtlich von Bedeutung | 09236433 |